# はぐれアイドル地獄変
『はぐれアイドル地獄変』（はぐれアイドルじごくへん）は、高遠るいによる日本の漫画。『別冊漫画ゴラク』（日本文芸社）にて2014年4月から連載が開始された。その後、同誌が2014年12月に休刊したことに伴い、翌年3月『漫画ゴラクスペシャル』（同）に場を移して連載を再開した。同誌が2020年8月から電子媒体のみで刊行されるようになって以降も連載を継続中であったが、2022年9月15日配信の同誌26号にて、高遠の都合（休業引退）による休載が発表された。その後2024年3月15日配信の『漫画ゴラクスペシャル』44号から連載を再開。2025年5月の同誌の休刊に伴い、現在は漫画配信サイトの『ゴラクうぇぶ!』(同)に移籍している。
2021年7月からは『Booty Royale: Never Go Down Without a Fight!』のタイトルで英語版がセブンシーズ・エンターテインメントより出版されている。
2020年9月には実写映画が公開された。
外伝作品として、『はぐれアイドル地獄変外伝 プリンセス・セーラ』『はぐれアイドル地獄変外伝V ボイス坂』がある。

## 概要
発育の良い肉体のみが取り柄だったグラビアアイドル・南風原海空が、芸能界を生き抜いていくため体を張って奮闘するさまを描いたセクシーコメディ。アイドル漫画ではあるが、男性向け青年漫画誌に連載されていることもあり、生々しい性行為なども頻繁に描写されている。
同時に、芸能界で襲い来る様々な暴力に対して主人公が空手を駆使して立ち向かっていく空手活劇としての側面も持っており、特に6巻～13巻にかけて描かれた異種格闘技戦トーナメントでは格闘漫画的な描写が強く見られた。
作品の特徴として、作中に登場するキャラクターや番組の企画などに、実在の芸能人やTV番組などをパロディした描写が多数見られることが挙げられる。プロインタビュアーの吉田豪は5巻の帯コメントにて「どこかで見たような人物ばかり登場する」と評しており、作者自身も近藤哲也のインタビューに対しSODの企画AV『女格闘家対レイプ魔』シリーズに「色が黒くておっぱいのデカい姉ちゃん」と「芸能人似顔絵の要素」を入れたものが本作の出発点であると語っている。
漫画や映画、小説などへのオマージュも数多く見られ、特に異種格闘技戦を題材にした漫画として画期的な作品であった『刃牙』シリーズを彷彿とさせる表現は顕著である。なお、作者自身は格闘描写について、「板垣恵介:猿渡哲也:水穂しゅうし:中平正彦≒2:2:1:1」程度の割合で先行作品からの影響を受けたとtwitterにて述べている。
また、作者の過去作品で登場した多くのキャラクターが脇役としてゲスト出演していることも特徴として挙げられる。特に、未完のまま終わっていた作者の過去作品である『ボイス坂』については、2018年4、5月に『はぐれアイドル地獄変外伝V ボイス坂』として新装版が出版されたことで、正式に作品世界を共有する外伝作品として位置付けられた。
『ゴラクうぇぶ!』では、2015年4月から12月にかけて同作者によるスピンオフ作品『はぐれアイドル地獄変外伝 プリンセス・セーラ』が連載されていたが、作者の育休に伴い休載となった。なお、その内の第4話ではイルカとの性行為が描かれており、獣姦が自治体の有害指定に抵触する可能性から自主規制となり単行本には収録されない欠番となっていた。2019年10月28日以降は作者のpixivにて閲覧可能になっている。
各話サブタイトルは全てアニメ・特撮ソングの曲名で統一されており、曲の出典に関しては単行本のあとがきにて解説されている。
2022年7月11日、高遠の漫画家休業により、104話目までで一旦休載となることが発表された。2024年3月15日配信の『漫画ゴラクスペシャル』44号で連載を再開した。

## あらすじ
主人公南風原海空は空手が得意な沖縄出身のグラビアアイドル。歌手になることを夢見る彼女は、今の仕事を頑張れば「次のステップ」に進めるという社長たちの言葉を信じて、きわどい姿を人前に晒し続ける日々を不本意ながらも送っていた。しかし、彼女の所属する芸能事務所スペースウルフは、芸能人志望の女の子たちを言葉巧みに集めては搾取する悪徳芸能事務所であり、海空はある日遂に社長からアダルトビデオ出演を強要されてしまう。
ところが、海空のAVデビュー作となった『はぐれアイドル地獄変』は、柔術青帯の汁男優や元アマレス五輪代表候補のAV男優、果てはカポエイラ使いのAV女優豪島セーラらを相手に海空が百人組手を行い、負けたら即輪姦されるというとんでもない色物AVだった。しかも、亡き父から叩き込まれていた空手のおかげで海空はこの百人組手を勝ち抜き、AVに出演したにもかかわらず純潔を守り抜いてしまう。
そして、この百人組手の映像がテレビ局の目に留まったことがきっかけで、海空はテレビタレントとして活躍するチャンスをつかむことになった。それからというもの海空は順調に活動の幅を広げていき、Gカップの東大生アイドル原玲・Bカップの大食いアイドル翼田べる子とともに事務所の枠を超えたアイドルユニット・日本KGBを結成したり、更科詩子ら事務所の後輩たちの面倒を見たりと、地獄のような芸能界においても次第に心許せる交友関係が結ばれていく。
一方で、有形無形の理不尽な暴力が彼女たちに襲い掛かることもしばしばであり、海空は時には自分の身を守るため、時には大切な友のため、身に付けた空手の技と持ち前の人並外れた体力で立ち向かっていく。オオアリクイやアナコンダなどといった猛獣、大相撲の元力士、日本刀を振るう殺し屋等々、命まで脅かされかねない危険な相手と闘うことすらありながらも、海空は芸能界でたくましく生き延びていった。
そんな中、テレビ局から一つの企画が持ち上がる。その名は「地球最強美女決定戦　戦乙女闘宴（ヴァルキリー・オペラ）」、国内外から集められた女性格闘家たちによる異種格闘技戦トーナメントである。この大会に出場することになった海空は、世界の強豪たちを相手に苦戦しながらもなんとか勝ち進んでいき、同時に闘いを通した新たな友情も彼女たちの間には芽生えていった。だが、その裏で、大会スポンサーである巨大企業パルテノン・グループの思惑が、次第にちらつき始めていた。

## 登場人物
南風原海空（はえばる みそら）
【琉球空手】
本作の主人公。幼いころより道場主の父から仕込まれた空手を得意とする、沖縄出身のアイドル。
18歳の時に歌手を目指して上京してきたが、芸能事務所スペースウルフにその大きな胸を買われてスカウトされ、半年間グラビアアイドルとして活動させられた後にAV出演を強要されてしまう。しかし、そのAV作品『はぐれアイドル地獄変』において敗北即レイプの百人組手を真剣勝負で行った結果、棄権者を除く55人の相手にオール一本勝ちを収め貞操を守り抜くことに成功する。その映像がテレビ局の目に留まったことで、AV女優ではなく空手アイドルとしてテレビ番組を中心に活躍するようになった。
8話において原アキラ・翼田べる子とともにアイドルユニット・日本KGBを結成し活動を開始。アキラとは百合営業でレズカップルとなったが、そのままなし崩し的に関係を続けていった。その後、池崎玄助に襲撃された事件の後遺症で32話で不感症になってしまった際に、アキラとのことを本気で愛し体を交わすことでこれを克服、この件をきっかけとして本当のカップルとなった。そのため、男性との性行為の経験はないままだが、もうその気もない模様。ただし、現在の性的指向はバイセクシャルなので、好みのタイプのイケメンには反応を見せることもあり、その度、アキラには嫉妬されている。
戦乙女闘宴にはプロデューサーの鳴海修羅之介から直々に参加を求められ、当初は難色を示していたが、事務所の後輩である更科詩子を登呂左門の魔手から守るべく鳴海に協力を求めたため、その借りを返すために出場を決意する。
大会予選はAブロックにエントリー。1回戦ではグラドルの「正装」姿でAIRIと対戦。プロの格闘家の技術に圧倒されるも、三角絞めを持ち前の怪力で持ち上げバスターで叩きつけKO勝ち。
2回戦では白のガムテープで作ったサラシとフンドシ姿でションプー・シンラットと対戦。体格差を活かして猛攻を耐えきり、わずか二発の反撃で逆転勝ちを収め、Aブロック代表の座を勝ち取った。
ファイナルステージ1回戦ではマイクロビキニ姿でマリア・ルイーザ・リベイラと対戦。相手の寝技でスタミナを削られ追い詰められるが、それによって体から力が抜けたことでかつて父から教えられた「見えてはいても気づけない」打撃に開眼、KO勝利を収めた。
準決勝では鯨岡ミカと対戦。競技空手のスピードとラッシュによって与えられる苦痛の前に一時は心折れかけるも、勝負を諦め自分自身に負けることを拒否して奮起、攻撃のリズムの隙を突いて反撃を入れていくうちに父やルナ・カーンと同じ境地の受け流す空手に開眼し、20分超の打撃戦の末に勝利した。
決勝戦ではアレフティナ・グゼバと対戦。グゼバの圧倒的な体格と格闘技術に対し、父から受け継いだ空手と大会を通して戦友たちから学び取った闘い方を駆使して立ち向かう。一度はドクターストップで勝負無しとなるも、グゼバにしっかり向き合うべく試合を続行、最終的に弓受けの構えからのカウンターの上段廻し蹴りを頸動脈に叩き込み、グゼバの意識が一瞬途切れた隙に「魔弾」状の軌跡を描く左フックでグゼバをKOした。
ジェレミィ・フリードマンに提示した願いは、家族5人での海外旅行。大会の翌月、望み通り一ヶ月世界一周旅行に家族とともに旅立った。
戦乙女闘宴出場時点で身長176センチメートル、体重64キログラム。胸のサイズはデビュー当初は108センチのIカップだったがその後も大きくなりつづけている。21歳現在、日本KGBのKとして110センチのKカップだと公には称しているが、実際は既にMカップにまで成長している。
褐色の肌と長い金髪がトレードマーク。ただし、肌の色は母から遺伝した生まれつきのものだが、髪の毛に関しては痴漢避けのためにあえてギャル風のコーディネートにしているものであり、地毛は黒髪で本来なら眉毛も太い。また、6-7話のころのみ、アナコンダの胃液のせいで髪の毛が傷んでしまったため短髪にしていた。
当初は小平市在住で、交通費を節約するため新宿の事務所まで青梅街道を走って通勤していたため、爆乳を揺らしながら走るその姿は周辺住民から「乳神（ちちがみ）さま」と崇められていた。後に経済的に余裕ができ仕事も忙しくなったことで、22話においてより都心に近い中野坂上に引っ越した。
また、本人は歌手を志望しているが、壊滅的な音痴である。

### 日本KGB
8話で結成されたユニット。Kカップ・Gカップ・Bカップと胸の大きさの異なるアイドル3人組。
南風原海空
前項を参照。
原玲（はら アキラ）
「エロすぎる東大生」のキャッチフレーズで人気を博す東大生アイドル。所属は彼女の個人事務所であるワンスアゲン。
IQ130の高い知能を持っている。語学力も高く、4話でテレビ番組『一週間でコレできマスター！』に出演した際には「アフリカ言語20個完全マスターしてあらゆる質問に即答せよ」という課題に挑戦し、少なくとも14の言語はマスターしてみせた（答えられなかったマダガスカル語の質問も「キツネザルとカメレオンどっちに舐めてほしい？」というセクハラ質問であったために沈黙してしまっただけで、質問内容自体は理解できていた）。知識量も非常に豊富で、主にクイズ番組などで活躍している。
マネージャー・水谷の仕掛けで8話において南風原海空・翼田べる子とともにアイドルユニット・日本KGBを結成した。さらに水谷の指示で海空とは百合営業のカップルとなったが、元々レズビアンの気があったアキラはそのまま海空に迫って肉体関係を重ね、32話からは正式にカップルとして付き合い始めた。現在では海空の良き恋人として公私共に支え合う仲となっている。
胸のサイズは93センチのGカップ。日本KGB結成時点で東京大学法学部3年生。将来は弁護士志望であるが、同時に在学中の教員免許取得も目指しており、教育実習では都立猫の手高校で公民の授業を行った。また、運動面では、海空には流石に遠くおよばないものの、体育の授業で習った合気道は咄嗟に空気投げを出せる程度には習得している。
作者の過去作品『ワンスアゲン!議員秘書フジマル』からのゲストキャラクターである。
翼田べる子（よくた べるこ）
ロリータアイドル、フードファイター。
元は普通のジュニアアイドルとして活動していたが、中1のころに第二次性徴でファンが離れ始めていることをエゴサーチで知ってしまい、ファンに捨てられる恐怖から拒食と過食と嘔吐を繰り返してしまう。その結果、肉体の成長が止まり、同時に胃袋のみが拡張され腸の消化能力が衰えた、大食いに最適の肉体を得るに至った。
以来、小学生並みの小さな体で大食いを見せる胃下垂アイドルとして活動するようになり、ニューヨークで開催されるホットドッグ早食い大会では5連覇を成し遂げ、前人未到の10分間70本完食の記録を打ち立てた。
8話において南風原海空・原アキラとともにアイドルユニット・日本KGBを結成した。
日本KGBが東京視察中のIOC委員の夜の接待を強要された時には、委員のシュライヒャー伯爵の心をつかみそのままちゃっかり愛人の座に収まってしまった。フードファイトの訓練として腸をほぐすためアナルセックスの相手を求めていた時にはシュライヒャーに甥であるサッカー選手エルンスト・マーラーを紹介され、彼とも愛人関係を持つようになったが、33話でこの二股関係を解消し正式にマーラーと交際することになった。
胸のサイズは75センチのBカップ。日本KGBの中で体は最も小さいが、年齢は海空より6つ年上の最年長である。

### スペースウルフ
海空が所属する芸能事務所。
真田ヒカル
芸能プロダクション・スペースウルフの社長。
芸能人志望の若い女性をスカウトし、1年間着衣エロをやらせた後にAV転向させ稼ぐというのが基本方針の典型的な悪徳芸能事務所経営者。ただし、海空や詩子のように別の商品価値を認めた場合はAVではない仕事を回したり、個人撮影のようなAV以外の稼ぎ口を開拓したりと、経営は割と柔軟。
元は不良グループ・巨獣連合のトップであり、腕っぷしも海空にはおよばないものの非常に立つ（本人曰く、「ケンカ弱くて女衒ができっか」）。そのころのメンバーである半グレ仲間たちには系列会社を経営させて脱税を行っている。
矢島ノブオ
芸能プロダクション・スペースウルフのマネージャー。社長である真田ヒカルの右腕的存在。
幼いころから真面目な両親の下で厳格に育てられたが、その反動で小4のころからゲームセンターに入り浸りはじめ、そこで出会った当時高校1年生の真田に憧れを抱くようになる。中高では不良グループに入り仲間内の金銭管理を任されたが、そこでグループの金に手を付けたことで制裁を受けることになってしまった。しかし、偶然そのグループの上部組織を仕切っていたのが真田だったため私刑を免れ、以降は真田の徒弟となる。
大学在学中には真田が立ち上げた芸能事務所でスカウトとしてアルバイトを始め、そのまま真田の下で働き続けて現在に至る。海空や詩子をスカウトしたのも彼である。
23話で屋敷クリスに酔った勢いで迫られ事務所で行為におよび、28話から正式に付き合い始めた。
暁星れいあ（あかほし れいあ）
芸能プロダクション・スペースウルフ所属のアイドル、後にマネージャー。海空の10歳年上の先輩。
10年近くグラビアの仕事を続けており、かつては赤石レイナの名前で別の弱小事務所で活動していたが、事務所の社長の逮捕に伴い改名し現在の事務所に移籍した。しかし売れないアイドル業だけでは到底生活できず、いつしかアルバイトと複数のパトロンからの愛人料が稼ぎの大半を占めるようになっていった。
だが、パトロンの一人である池崎玄助に猟奇的なSMプレイを強要され全治3ヶ月の大怪我を負ってしまう。それからは不安定なアイドルや愛人業から足を洗い、24話以降はマネージャーとしてスペースウルフに勤めるようになった。現在では、時折個人撮影などのイベントに参加したり、後輩たちに代わって枕営業をしたりと、元アイドルとしてのキャリアも活かしつつマネージャー業に勤しんでいる。
屋敷クリス（やしき クリス）
芸能プロダクション・スペースウルフ所属のアイドル。海空の5歳年上の先輩。
ハーフのルックスと毒舌トークが売りであるが、あがりがちなため緊張を紛らわそうとしばしば酔っぱらったままオーディションを受けるので、ことごとく落とされなかなか芽が出ないでいる。
当初は武道館を夢見るV系バンドマンの彼氏をヒモとして飼っていたが愛想を尽かして別れ、23話で酔った勢いで矢島ノブオと事務所で行為におよび、28話から正式に付き合い始めた。
性風俗業界には知人が多く、割と顔が利く。暁星れいあが愛人から暴行を受けた際には知人の伝手で犯人の池崎玄助を見つけ出し海空とともに復讐を決行した。
胸のサイズはFカップ。52話で行われた日本KGB二代目メンバー選考ではスペースウルフのコネでGカップ候補に入れてもらい、前の番の野坂渚の真似をして翼田べる子に相撲を挑んだが、にべもなく断られ落選した。
南風原海空
前項を参照。
更科詩子（さらしな うたこ）
芸能プロダクション・スペースウルフ所属のアイドル。私立聖ヒネモス女学院に在学中の3年生の時にデビューし、93話以降は現役大学生アイドルとして活躍している。海空にとっては芸能生活2年目にして初めてできた後輩である（実際はそれ以前にも後輩は何人か居たのだが、全員デビュー後まもなくAV専門オフィスに移籍させられたので海空と面識が生まれたのは彼女が初めてとなった）。
豪邸に住むお金持ちのお嬢様で、常に物腰柔らかな丁寧語で話す。純真無垢な童顔とそれに似合わぬ爆乳で、新人ながら圧倒的な人気を博しており、グラビアアイドル単体として見ればその人気は海空を凌ぐほどである。
祖父の政雄は外務省北米局長、父の平吾は同省の国際協力局参事官、母の勇（いさみ）は国連の特命全権大使と、外交官一家で生まれ育つ。そのため家族は海外出張などで家を空けることが多い。小4のころ、両親の留守中に忍び込んだ元・技能実習生の空き巣と鉢合わせてしまい強姦されかけたが、その母性溢れる乳房で故郷を思い出させて改心させた経験がある。それ以来、自分の大きな胸で人を幸せにすると決心し、17歳の時にスペースウルフにスカウトを受けたことを機にグラビアアイドルとして活動を始めた。
幼いころに親同士の取り決めにより登呂左門と婚約していたが、セクハラ常習犯の登呂の毒牙から詩子の貞操を守りたい海空が鳴海修羅之介へ働きかけたことで登呂は4年間の海外赴任に行かされることとなったため、政略結婚の話を進めるのは一時延期となっている。
身長150センチメートル。胸のサイズは当初はJカップであったが後にKカップにまで成長、52話ではGカップの野坂渚・Bカップの猫宮美也とともに日本KGB二代目を結成している。
82話にて、難民申請を行ったマオマオの身元保証人を引き受け、更科麻澄の名で日本に帰化したマオマオと義理の姉妹となったことや、のちに国連事務総長に就任し、国連難民高等弁務官となった麻澄とともに難民救済に尽力することになったことが語られた。
趣味はピアノ。歌の十八番はネッスン・ドルマ。語学も堪能で、20ヶ国語に通じており、戦乙女闘宴では大会公式通訳を担当した。マグダレナという洗礼名を持つクリスチャンでもある。
橙れおん（だいだい れおん）
芸能プロダクション・スペースウルフ所属のアイドル。
すぐにお金が入用ということで即AVに回されたがデビュー作が売れず、次第にハードな路線に切り替えていった。しかし、ある日の撮影後に突然、スタジオの延長タップで首を吊って自ら命を絶ってしまう。以来、現場となったスタジオでは彼女の幽霊が出るようになった。
と、いう設定のドッキリ企画を事務所がテレビ局とつるんで海空に仕掛け、海空は戦乙女闘宴前の大事な時期にストレスで5キロ体重を落とす羽目になってしまった。
実際は、「暗黒座敷犬」という地下アイドルとして活動していたことがあり、そこで起こったとある問題が原因でスペースウルフに逃れてきたという過去がある。
胸のサイズはCカップ。52話で行われた日本KGB二代目メンバー選考ではスペースウルフのコネでBカップ候補に入れてもらい、祖母直伝だというけん玉を披露したが落選した。
野坂渚（のさか なぎさ）
【相撲】
女子相撲無差別級世界王者。
幼いころにテレビで相撲中継を見たことでまわし一本で闘う力士の姿に憧れて相撲を始めたが、女子選手にはレオタードの着用を義務付ける相撲連盟の規則があるため、裸で闘いたいという願望は満たされずにいた。
しかし戦乙女闘宴1stステージで海空が裸に近いコスチュームで闘う姿を目の当たりにしたことで、自身の願望を叶える方法を発見、自分もグラビアアイドルになるべく52話で行われた日本KGB二代目メンバー選考に参加し、審査員の海空相手に勝負を挑む。軽くいなそうとする海空を肩より外から振りかぶっての右張り手の一発で昏倒させて勝利、審査の結果合格となり、Kカップの更科詩子・Bカップの猫宮美也とともに日本KGB二代目を結成することとなった。
戦乙女闘宴ではGブロックにエントリー。願望通り、レオタードを着用せずまわしとニップレスだけで試合することを果たす。
1回戦でイヴ・オグンディペと対戦。相手のパンチと自身の張り手で互いに顔面を殴り合うというノーガードの打ち合いを展開する。相手のリーチの長さと左手を使ったディフェンスの前に膝を突きかけたが、セコンドの海空の一喝を受け半ば無意識に繰り出した外から振りかぶっての左張り手が相手のパンチのカウンターとして決まり、この一発で相手の意識を奪ってKO勝利を収めて2回戦進出を果たした。
2回戦ではマオマオと対戦。持ち前のタフネスを活かし、相手の打撃をものともせずに突進を繰り返す戦法を取り、 まわしのようにトランクスを掴んでの頭突きや ウルフスペシャル、鯖折りなどといった相撲技を駆使して追い詰める。偽タップも戦術に組み込むマオマオの手管や、左鼓膜や額の負傷を受けても闘志を失わずに前に出続けたが、マオマオの隠し玉であった魔弾で意識の外から右フックを喰らい立ったまま失神、敗北した。
戦乙女闘宴出場時点で身長167センチメートル、体重64キログラム。目大相撲部所属の20歳。胸のサイズはGカップ。
猫宮美也（ねこみや みや）
都内の男子校に通う男の子。MtFであり、本名は美也と書いて「よしなり」と読む。
高1の時にホルモン療法を開始したことで胸が膨らみ始め、折よく日本KGB2代目メンバーを選抜するオーディションが開催されたため応募し合格、Kカップの更科詩子・Gカップの野坂渚とともに日本KGB二代目を結成することとなった。
本人は芸能活動で資金を貯めて法律上許される20歳になったら性別適合手術を受けるつもりでいるが、父親は息子が好奇の目にさらされるとして芸能界入りに強く反対している。
特技はブレイクダンス。現在、密かに交際中の彼氏がいる。
マオマオ（Mao Mao）
【ラウェイ】
ミャンマーの女子ラウェイ重量級王者。体中に無数の傷痕があり、特に背中にはコスチュームに隠れる形で大きな刃創や銃創を負っている。
大会ではGブロックにエントリー。1回戦でドロテア・フォン・シュライヒャーと対戦した。ドロテアのカウンター技術の前に中々手が出せず、クリンチにまで追い込まれてしまう。しかし、首相撲に捕らえてきたドロテアの油断を突いて相手の顎に頭突きを喰らわせることで脱出に成功、そのまま顔面への頭突きの連打を叩き込み、スリップダウンした相手に追撃の顔面キックを入れたところでレフェリーストップ、逆転勝利を収めた。
2回戦では野坂渚と対戦。何度打撃を入れてもひるまずに突進してくる野坂を打撃ではさばききれず、一時は鯖折りでタップアウト寸前にまで追いつめられる。しかし、ギブアップのふりで攻撃を躊躇わせるという騙しの技術も駆使して仕切りなおすと、本戦まで温存する予定であった「魔弾（မှော်ကျည်、モー・チー）」を使ってようやく失神させ、Gブロック代表の座を勝ち取った。
1回戦で魔弾を温存していた事実はドロテアのプライドを逆なですることになり、予選終了後に会場の廊下にてドロテアに復讐戦を挑まれるが、持っていたバッグを利用した目潰しと魔弾のコンビネーションで再び圧倒した。この闘いは決着がつく直前にチェ・ユニが割って入ってきたため有耶無耶になり、以後マネージャーを自称することになったユニと行動を共にするようになる。
ファイナルステージ1回戦ではジークルーネと対戦した。ユニと立てた作戦すら予測していたジークルーネに追い詰められるも、得意の頭突きを用いたラフファイトで窮地を脱出、さらに対ジークルーネ用に習得したスタンディング式変形ドリューシフィックスで相手の両肩を破壊する。だが、己の本分ではない関節技での勝利を潔しとせず打撃での決着を所望、魔弾を逆に頭突きで迎撃されかけるも、「運命殺し（ကြမ္မာလူသတ်မှု、チャマ・ルタム）」とも称される最適な未来選択によって敗北を回避、変形片手絞めの形でジークルーネの頸部を肘で破壊し勝利した。
準決勝ではアレフティナ・グゼバと対戦した。あえて相手の間合いに入り、仕掛けてきた相手に対し魔弾でカウンターを取るマオマオ流「柔道」に加え、魔弾や運命殺しを駆使して圧倒的な体格差にも怯むことなくグゼバを追い詰めた。だが、柔道のみならず打撃技すら修めるグゼバに逆に魔弾をクロスカウンターで返された上、「ブラックホール」とも称されるグゼバの背負い投げの前には運命殺しも通用せず投げ飛ばされKO、敗北した。
なお、彼女はミャンマーの少数民族の出身である。幼い頃、軍の襲撃によって父・母・母の胎内にいたきょうだいを虐殺されており、偶然生き残った彼女は性奴隷として売り飛ばされ主人から虐待を受け続けた。しかし、ある日主人の性器を噛みちぎって逃亡、追っ手に銃撃を受け滝壺に落ちるも、とある格闘家に拾われたことで奇跡的に助かり彼の下で格闘技術を習得するに至った。
ジェレミィ・フリードマンに提示した願いは、孤児であった自分を拾い鍛えてくれた恩人の消息確認であったが、それはテレビ向けのダミーであり、本当の願いは国外への亡命であった。日本にも偽造旅券によって不法入国していたため大会直後に入国管理局に捕らえられかけたが、ユニ・更科詩子・鯨岡ミカらの助力もありすんでのところで事なきを得た。大会から2か月後、詩子の口利きで日本国に帰化し、更科家に引き取られたこと、さらにその後、国連難民高等弁務官となり、国連事務総長となった詩子とともに難民救済に尽力したという後日談が語られている。更科家で暮らしている現在は警備スタッフを務める社員としてスペースウルフに雇われている。30年後の高等弁務官時代にも戦乙女闘宴についてのインタビューを受けており、グゼバの強さについてのコメントを残している。
上述の経歴のためマオマオというのは偽名であり、出生時の本名はヤスミン。更科家の養子となってからは、更科麻澄（さらしな　ますみ）と名乗るようになった。また、ユニからは「マオにゃん」と呼ばれている。
戦乙女闘宴出場時点で身長172センチメートル、体重65キログラム。

### 豪島組
監督兼女優の豪島セーラを中心としたAV制作グループ。
豪島セーラ（ごうじま セーラ）
【カポエイラ】
本名：小島聡子。AV女優・監督。『はぐれアイドル地獄変外伝 プリンセス・セーラ』では主人公を務める。
高校在学中にAVデビューして以来、AV女優の三大NGと言われているSM・レズ・スカトロにも一切のNGなく出演、「性の鉄人」の異名を取るAV界の生きる伝説となっている。AVで共演したブラジル人男優アレックスから習ったカポエイラはインストラクターの資格を持つほどの腕前。
AV『はぐれアイドル地獄変』では海空の27人目の相手として対戦。海空にとって初めて立ち会うことになるカポエイラの動きで圧倒したが、倒れた海空をペニスバンドでレイプしようとしたところに蹴り上げで顎を撃ち抜かれて敗北した。
その後、偶然コンビニでバイト中の海空と再会して以降はプライベートでも親交を持つこととなり、彼女のことは名前をもじって「ミソラーメン」と呼んでいる。映画『東京女獣拳』に人喰寺狂魅（じんぐうじ　くるみ）役で出演した際、打ち入りの宴席の余興で海空と再戦したが、足掛け下段突き（寸止め）で瞬殺された。
外伝『プリンセス・セーラ』7話において河原で青姦乱交を撮影中に足を滑らせ後頭部を打ち、半年間昏睡状態に陥る。その際、男優の一人の精子を受精してしまい、目覚めた時には既に中絶不可能な大きさにまで胎児は成長してしまっていた。結局、しばらく行方をくらました後に男児を出産、「タイ東北部の寒村で拾った」という設定で養子とし、「ハイジ（廃児）」と名付けて育てている。
戦乙女闘宴に関しては、本戦が行われる大晦日に自身がMCを務めるCSアダルト番組が予定されているため、早々に海空を敗退させ自分の番組に生出演させようと画策していた。その一方で、出場するからには海空に勝って欲しいとも望んでいたようで、大会前には海空のことを激励している。
本人曰く、義理の父親にレイプされたのが初体験であったり、中学時代に群馬県最大の暴走族に肉便器にされたりと、壮絶な過去を持っているらしい。しかし、メスブタをレズ奴隷としたのは港区にある中高一貫のお嬢様学校に入学直後のころであると語っているなど、辻褄が合っておらず、どこまでが本当の話なのかは不明。ただ、外伝7話で入院先の医師が「連絡を取れる家族がいない」と発言していることから、家族とは死別若しくは絶縁状態であり、廃児が生まれるまでは事実上の天涯孤独の身であったのは、間違いないようである。
身長は外伝2話のAVのパッケージによると145センチメートル、体重は外伝3話の時点で40キログラム。頭脳面では、明政大学工学部に在学していたこともありピストンマシンや新型バイブを自作できるなど工学に長じているほか、IOC委員接待のMCを通訳なしで担当できるほど英語にも堪能。自叙伝『リトル・プリンセス』が（枕営業の成果もあるとはいえ）ブックストア大賞ノンフィクション部門を受賞する等、文才にも優れる。年齢は海空よりも一つ年上。
メスブタ
豪島セーラのマネージャー。人間としての名前はないのでメスブタと呼ぶよう周囲にも求めているため本名は不明。
極度のマゾヒストであり、飲尿や電流責めなども喜んで受け入れる。物語開始から8年前、港区にある中高一貫のお嬢様学校の中学3年生だったころ、新入生の中でひときわ美少女だったセーラを校舎裏に呼び出し、性的なイタズラをしようとしたが、高級娼婦の姉に性の手ほどきを受けていたセーラのテクに返り討ちにされ、そのままレズ奴隷として仕えるようになったという（ただし、この一件は豪島セーラの項で触れた通り矛盾があり、どこまで本当の話なのかは不明）。
セーラの自叙伝『リトル・プリンセス』にブックストア大賞を受賞させるための接待ではAV軍団の一員として関係者への乱交枕営業に参加している。
私生活では二児の母。夫もセーラの性奴隷であり、夫婦そろってマゾヒストな模様。
川北ひろ子（かわきた ひろこ）
豪島組のAD。性の目覚めは小4のころ、父の持っていたパゾリーニの『ソドムの市』のビデオを見たことらしい。
処女であったが外伝7話でAV撮影の一環で登呂左門によって卒業させられた。セーラが事故で昏睡状態に陥っても仕え続け、半年の後に意識を取り戻した瞬間にもメスブタとともに立ち会った。
セーラの自叙伝『リトル・プリンセス』にブックストア大賞を受賞させるための接待ではAV軍団の一員として関係者への乱交枕営業に参加している。
作者の過去作品『ミカるんX』からのゲストキャラクターである。また、鯨岡ミカが全日本空手道選手権を優勝した時を回想したコマにもよく似た女空手家が確認できるが、川北と同一人物かは不明。
秦眉子
セルフケアグッズ開発会社であるオメガ社の宣伝部部長。
海空をウェブ広告のイメージキャラクターとして起用し、新作の吸引型バイブを試供品として海空とマネージャーの暁星れいあに手渡した。
実は彼女はメスブタ7号を名乗る豪島セーラの性奴隷であり、試供品も海空をオナニー漬けにして体力を消耗させ戦乙女闘宴を早々に敗退させることでセーラのアダルト番組に出演させるための罠であった。しかし、暁星は目論見通り消耗させた一方で、肝心の海空は逆にコンディションを高める結果となってしまい、セーラの作戦は失敗に終わった。

### アダルトビデオ関係者
ビクター伊庭（ビクターいば）
AV監督。常にヘアバンド巻きのタオルに迷彩服という独特のファッションをしている。自身の趣味嗜好からキャットファイト系の作品ばかり撮っており、業界では「キワモノ」扱いされている。
格闘ができるグラビアアイドルとして海空をAV『はぐれアイドル地獄変』の主演女優に見出した張本人。海空に百人組手を完遂されてしまったため当初の予定とは別物の作品になってしまったが、結果的に海空がブレイクするきっかけを作ることになる。
初の非アダルト作品となった映画『東京女獣拳』でも海空を主役の一人として抜擢、高水準の格闘アクションシーンが話題となり、ミニシアター系の作品ながらも高い評価を得た。
戦乙女闘宴には当初から一貫して海空の出場を後押ししており、2回戦以降は海空のセコンドを務め、格闘技に関する豊富な知識で海空をサポートした。
アマゾン・カワサキ
【アマチュアレスリング】
AV男優。南米系ハーフのルックスと巨根を活かしたモデル兼男優として活動している。
学生時代はレスリングの五輪強化選手としてメダルも有望視されていたが、ヘルニアの悪化により断念（本人曰く、「夜のレスリングで酷使しすぎた」）。AV『はぐれアイドル地獄変』では監督の伊庭によって90人目の相手として用意されていたが、想定外の海空の強さに急遽26人目の相手として戦うこととなる。だが、タックルに行ったところを海空にカウンターの膝蹴りを合わせられてしまい昏倒、それでも海空に組み付きスープレックスで投げ捨てたがそこで力尽き、巨根を勃起させたまま失神した。
戦乙女闘宴では同じくレスリングのナスターシャ・イブラヒモワの試合を会場にて観戦している。
豪島セーラとはプライベートでも付き合いがあるようで、51話のころには弩烙竜とともにセーラのセックスフレンドを務めている姿が確認できる。
弩烙竜武羅人（どらくりゅう ぶらど）
【相撲】
本名：ヴラド・ロシュ。ルーマニア・トランシルバニア出身の元大相撲力士。AV男優。
相撲の欧州選手権で優勝したことで大相撲にスカウトされ16歳で初土俵、史上初となる10代での大関昇進を成し遂げた実力と端正な甘いマスクで「ドラキュラフィーバー」と称された大ブームを巻き起こす。だが、優勝が懸かった一番で横綱に追い込まれたあまり耳を噛みちぎるという反則を犯して大バッシングを受けてしまい、さらに謹慎処分中に 親方の高校一年生の長女へのレイプ疑惑をすっぱ抜かれてしまう。それからは本格的に荒れ始め、大麻にも手を出してしまったことで逮捕され相撲協会を解雇、さらに記者会見で幕内力士の実名を挙げての八百長を暴露するに至り、完全に名声を失ってしまった。
しかしその肉体を豪島セーラに見込まれAV男優に転向することとなり、それにさきがけてセーラが企画したIOC委員の夜の接待で海空とノールールマッチで闘った。体格差からくる桁違いのパワーとタフネス、喧嘩慣れしたラフファイトで海空を圧倒したが、海空を犯そうとペニスをあてがった一瞬の油断を突かれて耳の後ろにある翳風というツボを一本拳で貫かれ三半規管と自律神経が麻痺、KO負けを喫した。
その後はAV男優として活躍しつつ、セーラとはセックスフレンドとして関係を続けている。その絶倫ぶりは多くの相手と性交渉を重ねているセーラですら知らず知らずのうちに惚れてしまったほどであり、AV男優として「十年に一人の天才」とセーラに言わしめている。
なお、レイプ疑惑の被害者とされた津田此恵とは実際には相思相愛の仲であり、疑惑というのも交際に怒った彼女の父・興津浪親方が二人を引き離そうと画策したことが曲解されて報道されてしまったせいであった。事件から3年が経過した外伝6話において此恵とは改めて交際を再開している。
戦乙女闘宴では同じくルーマニア出身のディアナ・イオネスクのセコンドを務めた。決勝戦も観戦しており、海空が使用した連撃に関して後日インタビュアーにコメントを残している。
セーラの自叙伝『リトル・プリンセス』にブックストア大賞を受賞させるための接待ではAV軍団の一員として関係者への乱交枕営業に参加している。
身長200センチメートル、体重150キログラム。
牧原緑（まきはら みどり）
映像監督。元は弱小芸能事務所所属のグラビアアイドルで、赤石レイナと名乗っていたころの暁星れいあとは同期だった。
その事務所は着エロ黎明期において規制のギリギリを攻める過激な作風で人気を博したが、牧原がまだ16歳であったことが問題視され業界の過激化への見せしめとして社長がわいせつ物頒布の容疑で有罪判決を受けてしまう。
それからはグラビアアイドルを辞めしばらくはAV女優として活動するが、かつて所属していた事務所の目指していた「ヘタなAVより過激」な映像を取るため監督に転向、性器を映さずに女優の自慰行為を撮影する『着オルガ』シリーズが大ヒットとなる。シリーズ第4弾として海空を撮影対象に選んだが、熱が入り過ぎてあまりにも過激な映像となってしまったため発売直後に発禁処分となってしまった。自身も警察の取り調べを受ける羽目になったが、全く懲りていない様子。
特別編において再度海空を撮影することになり、コモドドラゴンの生息する島で海外ロケを行った。
取りたい映像を取るためなら自ら脱いで女優とともに自慰行為を行うことすら辞さないその性に対する真摯な態度に、海空は豪島セーラと同じ雰囲気を感じており（海空曰く、「エロに命を賭ける超ハタ迷惑な仕事の鬼」）、実際にAV女優時代にはセーラと10本以上共演している。
胸のサイズはGカップ。
作者の過去作品『SCAPE-GOD』からのゲストキャラクターである。

### 芸能事務所関係者
水谷ユキ（みずたに ユキ）
芸能事務所・ワンスアゲンのマネージャー。
元は大手芸能事務所のオフィス・オオトモで原アキラを担当する一マネージャーに過ぎなかったが、彼女を引き抜いて力技で独立しワンスアゲンを立ち上げた。さらに、Kカップの空手グラビアアイドル・南風原海空、Gカップの東大生アイドル・原アキラ、Bカップの大食いアイドル・翼田べる子という体格もジャンルも所属事務所も全く異なる3人のアイドルによるユニット・日本KGBを結成させ、海空とアキラの百合営業を仕掛けるなど、マネージャーとしての腕はかなりのもの。
しかし、独立騒動で険悪になったオフィス・オオトモの差し金で拉致され、水谷は暴行を受け日本KGBの3人にはIOC委員への夜の接待を強要されてしまう。最終的に海空が全員の身柄を賭けて弩烙竜と闘い勝利を収めたため解放された。
妨害にも屈せずに彼女のプロデュースの下で着々と人気を上げていく日本KGBに対してはオフィス・オオトモも態度を軟化させざるを得ず、現在では過去の遺恨は水に流して持ちつ持たれつでの関係で落ち着いている。
また、過去には歌舞伎町でキャバ嬢をやっていたこともあり、その時に世話になったマッサージ店・福桃を経営するシンシアとは個人的な交友関係がある。
作者の過去作品『ワンスアゲン!議員秘書フジマル』からのゲストキャラクターである。
大友菊市（おおとも きくいち）
大手芸能事務所であるオフィス・オオトモの社長。
オフィス・オオトモは社長以下全員半ばヤクザのような組織であり（真田ヒカル曰く「カタギとは名ばかりの武闘派ぞろい」）、担当アイドルの原アキラを引き抜いて独立したかつての愛人・水谷ユキを目の敵としている。
東京五輪に向けての視察に訪れたIOC委員への白金台での夜の接待を招致委員会から任せられており、水谷への復讐も兼ねて彼女を拉致して暴行したうえで人質に取り、日本KGBの3人を慰み者として提供した。海空が弩烙竜を倒してしまったため水谷を含め全員解放したが、その際に暴行を受けた水谷の報復として、海空から鉄拳制裁を喰らわされることとなった。
その後も日本KGBとオフィス・オオトモ所属タレントの共演NGなどで嫌がらせを続けたが、日本KGBの人気が上昇するにつれ次第に態度を軟化させ、現在では過去の遺恨は水に流して持ちつ持たれつの関係で落ち着いている。
作者の過去作品『ワンスアゲン!議員秘書フジマル』からのゲストキャラクターである。

### テレビ局関係者
正岡エイジ
テレビ局・TVXのディレクター。
スペースウルフから送りつけられたAV『はぐれアイドル地獄変』のサンプルを見て海空に目を付け、テレビ番組『一週間でコレできマスター！』の企画として、海空の胸で大玉スイカ割りができるかという挑戦を持ちかける。海空はジャンプしながら両胸を重ねてスイカの上に落とすという荒技で木製のテーブルごとスイカを叩き割ることに成功し、これがきっかけでテレビの仕事のオファーが来るようになったため、ある意味で海空のブレイクの契機となった人物である。
日本KGBの三人のことは何でもやる使いやすいアイドルと評価しており、19話では非モテのAD四宮のエロ要求にどこまで許すかというドッキリを海空に仕掛けている。
鳴海修羅之介（なるみ しゅらのすけ）
テレビ局・見本テレビのプロデューサー。強くて美しい女性]が好きであり、女性の闘う姿に対して興奮する嗜好の持ち主。
テレビ番組『世界珍獣ハンティング！』のプロデューサーをしていた際に、脱走したオオアリクイを捕獲する企画を海空に持ち掛け、渋る海空を口八丁で丸め込んだ。
その後、自身の嗜好もあり、女性格闘家による異種格闘技戦トーナメント・戦乙女闘宴（ヴァルキリー・オペラ）を企画、海空や鯨岡ミカの下にも自ら出向き参加を求めた。海空は当初参加に難色を示していたが、セクハラを繰り返す部下の登呂左門を4年間の海外出張に行かせて海空に貸しを作ることで参加を承諾させた。
大会ではゼネラルプロデューサーであると同時に放送席で解説も務めている。2ndステージ途中で起こったジークルーネの乱入劇も事前に知らされていた模様。
登呂左門（とろ さもん）
テレビ局・見本テレビのAD。父は文科大臣を務める自民党の国会議員・登呂沢巻（とろ　たくまき）、兄は総務省電波局の局長補佐であり、親の七光りを背景に横紙破りを繰り返してきた。
5話でテレビ番組『世界珍獣ハンティング！』の企画で脱走したオオアリクイの捕獲を海空とともに行った際には、夜中に多摩川河川敷で二人きりなのを良いことに海空をレイプしようとしたが、押し倒した海空の背後にいたオオアリクイに尻尾で殴り飛ばされた。
外伝7話では豪島セーラファン感謝祭の素人男優の中に金とコネの力を使って抽選を突破してセーラのAD川北ひろ子の処女をいただいている。
34話で海空の後輩・更科詩子の許婚であることが判明。だが、海空がこの縁談を阻止するために登呂の上司である鳴海に働きかけた結果、ネイチャー・ドキュメンタリー番組『未だ見ぬ全て（オール・アンノウン・オブジェクツ）』のチーフディレクターとして4年間の海外赴任を命じられ、詩子と引き離されてしまった。もっとも海外赴任のおかげでナイジェリアでイヴ・オグンディペと出会えただけでなく、人間的にも一回り成長したことを窺わせる描写もあった。年齢はナイジェリアに赴任した時点で29歳。
四宮小三郎（しのみや こさぶろう）
テレビ局・TVXのAD。
19話で番組の企画の実験台として海空の乳ビンタを受け出血、海空の同情心を誘いおわびと称して様々な変態的要求を突き付けた。
実はそれらは全て、海空がどこまでの要求を受け入れるかというのを試すドッキリ企画だったのだが、そうとは知らない海空は彼の前で自慰行為まで見せてしまい、しばらくの間芸能界でセクハラやナンパを受け続ける羽目になってしまった。
鯨岡ミカ（くじらおか ミカ）
【伝統派空手】
女子アナウンサー。かつてやっていた空手では全日本空手道選手権女子個人組手4連覇を成し遂げており、「喧嘩空手十段」の異名を取る。
元はテレビ上京に勤める看板アナウンサーであり、キャスターやバラエティアナとして活躍していた。翼田べる子とマッスル山北のフードファイトを前に二人に取材を行ったのも彼女であった。
しかし、その後突然フリーに転向。退社の理由として、上司の編成部長の常習的セクハラにアナウンス部を代表して抗議を行った際、相手の不誠実な態度に激怒し全治半年の大怪我を負わせてしまったため、という噂がまことしやかに語られるようになる。その噂を聞き付けた見本テレビの鳴海修羅之介に戦乙女闘宴の参戦を打診され、当初はブランクもあり参加を悩んでいたが、行きつけのマッサージ店・福桃で東北マフィアとの喧嘩に巻き込まれた際、襲い掛かってきた相手を返り討ちにしたことで実戦勘を取り戻し、参加を決意した。
大会予選はCブロックにエントリー。1回戦でナスターシャ・イブラヒモワと対戦した。左の正拳逆突きでの一発KOを予告することで相手の動揺を誘ったが、紙一重で避けられ、ベリー・トゥ・ベリーからのベリー・トゥ・バックと二発のスープレックスを喰らいKO負けを喫した。
しかし、ベリー・トゥ・ベリーで投げられ敗北を悟った瞬間に相手の左腰に打撃を打ち込み折れた肋骨を腎臓に突き刺しており、これが原因でイブラヒモワは大会を棄権、結果的に繰り上げ2回戦進出を果たした。この復活に際しては補欠選手の今宮エビスから抗議を受けたが、蹴り一発でダウンさせ実力で抗議を封殺している。
2回戦ではオルガ・ツェレンスカヤと対戦。相手が仕掛けてきた握手に応じると見せかけて喉への左貫手、右正拳、左上段回し蹴り、右下段蹴り、左後ろ回し蹴りの五連撃を決め機先を制する。しかしそれでも止まらないツェレンスカヤに左足を取られたが、折られる前に下段突きで勝利を収め、Cブロック代表の座を勝ち取った。
ファイナルステージ1回戦ではルナ・カーンと対戦。予知にも近いルナの観察眼にことごとく攻撃を無力化され苦しめられるも、フェイントにフェイントを重ねる攻撃で遂にルナの予測を上回ることに成功し、手刀でルナの鎖骨を叩き折る。さらに、鎖骨骨折で右手が使えなくなったルナに対し人体を破壊する危険な技を躊躇なく打ち込み続け、右上段廻し蹴りでルナの顎骨を粉砕したところで遂にレフェリーストップがかけられ勝利となった。
準決勝では海空と対戦。開始直後に見えていても避けられない打撃を喰らってダウンするも、頬肉を噛みちぎる気付けで覚醒すると、競技で鍛えた試合勘から来るスピードとラッシュで逆に圧倒する。しかし、攻撃のリズムに海空が適応し始めると次第にカウンターを受けはじめ、遂には芸能人相手ということで封印していた人体破壊技も、ゾーンに入った海空に技の出鼻を完全に抑えられてしまう。海空の腕を爪で引っ掻いてまであがき続けたが、最後は顔面に入れられた上段掌底突きで後頭部から静かに落とされ、空手への感謝の念を抱きながら敗北した。
その後は会場で決勝戦を観戦し、大会後には入院中のルナのもとに赴き謝罪している。また、決勝戦を間近で見ていた者の一人として、試合の展開についてのインタビューに答えている。
ジェレミィ・フリードマンに提示した願いは、フリードマンへの単独インタビュー。
戦乙女闘宴出場時点で身長166センチメートル、体重55キログラム。27歳。胸のサイズはEカップ。父の仕事の都合で高1までロサンゼルスに住んでいたため英語も堪能。容姿も端麗で大学1年にしてミス蒼学に選ばれている。
作者の過去作品『ミカるんX』では主人公の一人であったゲストキャラクターである。同じく『ミカるんX』のキャラクターである臍矢円弧も女空手家としてゲスト出演しており、戦乙女闘宴では鯨岡のセコンドを務めている。また、『ミカるんX』のもう一人の主人公である南るんなは東尋坊の温泉旅館の若女将や高校時代のクラスメイトとしてゲスト出演している。
不揃井林吾（ふぞろい りんご）
テレビ局・見本テレビのアナウンサー。スポーツ実況を専門としており、戦乙女闘宴では1stステージからファイナルステージまで全試合の実況を放送席にて担当した。

### その他の芸能人
瀬能カケル
俳優。海空が好みのタイプのイケメンで、映画『熱帯魚でなぜ悪い』では主役を張るなど高い人気を誇る。
7話において映画の宣伝でバラエティー番組に出演した際に共演した海空と面識を持ち、六本木で開かれたVIP主催のパーティーにて再会した際には海空を誘ってパーティーを抜け出し自室に連れ込んだ。上半身裸でベッドインまでしたが、海空の目の前で覚醒剤を使ったことで、身の危険を感じた海空に発汗と排尿を促すツボを一本拳で突かれてしまい、激痛に喘いでいる間に逃げられてしまった。
桑折嶺音（こおり ねね）
女優。都立猫の手高校に通う女子高生。乳神ラヴァーズの6人とは同級生。
幼いころから子役として芸能界で活躍しており、一時は天才子役と称されたが、親が起こした金銭トラブルのせいで長らく干されていた。ビクター伊庭監督の映画『東京女獣拳』のネネ役で久々に女優として復帰、ミソラ役の海空とともにダブル主演を務める。映画はアクションが見所のB級映画の割にはヒットし、その中で存在感を見せた彼女の演技も改めて世間に認知されることとなった。
高所恐怖症の気があり、東尋坊でのラストシーン撮影の時には内心非常に怖がっていたが、それを気取られぬポーカーフェイスで乗り切った。
戦乙女闘宴にはファイナルステージの招待券を2枚貰っていたが、自身は忙しくて行けなかったため、乳神ラヴァーズにチケットを譲っている。
楯岡未知（たておか みしる）
モデル兼声優。
映画『東京女獣拳』では人喰寺死檻（じんぐうじ しおり）役とマリリンの声の吹き替えで出演。剣道は三段の段位を持っており、映画では日本刀を使ったアクションを披露した。
作者の過去作品『ボイス坂』からのゲストキャラクターである。今作に登場するゲストキャラクターの多くは顔と名前が同じだけのスターシステム的登場であるが、彼女は『ボイス坂』に登場する楯岡未知と明確な同一人物である。
チェ・ユニ（Choi Yun-Hui）
【テコンドー】
韓国のアイドルグループ・CRUNCHのリードダンサー。
実家はシアトルでテコンドーの道場を構えており、幼いころから道場主の父に技術を叩き込まれる。圧倒的な体格差の白人や黒人の男性に入り混じっての稽古の日々の中で、スピードとフェイントを駆使して相手のミスを誘い、隙をついて相手の懐に入り込んで死角から蹴るという自身のファイトスタイルを会得した。テコンドー全米オープンでは優勝を収めている。
映画『東京女獣拳』にカラテサイボーグK-11（ケーイレブン）役で出演した際、打ち入りの宴席の余興で海空と立ち合い、そのテクニックで翻弄して海空に恐怖心を植え付けた。その後、クライマックスシーンの撮影のために宿泊した東尋坊近くの温泉旅館の露天風呂にて再戦、実戦武術の技である骨での受けを解禁した海空に今度は圧倒されるも、至近距離まで近づいての背後からの掛け蹴り（コロチャギ）という足のリーチの長さを活かした攻撃で相討ちにまで持ち込んだ。
戦乙女闘宴には海空も参戦することを条件に参加を承諾する。
大会ではHブロックにエントリー、1回戦でベアトリス・クロムカンプと対戦した。試合前から挑発を繰り返し、試合開始直後に相手に右ローキックを打たせると、温泉での海空との闘いで学び取った固い膝の骨での受けで迎撃、狙い通り相手の脛骨と腓骨を骨折させることに成功し、ドクターストップで勝利となった。
2回戦ではジークルーネと対戦。試合直前に脱いだTシャツをかぶせて視界を奪うという奇襲を仕掛け、さらには金網を利用した三角跳びからの跳び蹴りラッシュや、跳び蹴りのフェイントからの後ろ横蹴り（トラヨプチャチルギ）といったトリッキーな攻撃で翻弄する。だが、一連の攻撃で更なる学習を遂げたジークルーネにフェイントの隙を逆に突かれてしまい、バックドロップで投げ捨てられてしまう。それでもすぐさま立ち上がったが、脳震盪で立っていることもままならず膝から崩れ落ちKO負けとなった。
予選終了後、ジークルーネの次の対戦相手であるマオマオに接触、会場の廊下にてマオマオとドロテア・フォン・シュライヒャーとの野試合が始まると間に割って入り、ドロテアからダウンを奪ってその場を収めた。以後、マネージャーを名乗ってマオマオと行動を共にし、ファイナルステージではマオマオのセコンドを務めた。
大会後には決勝戦を間近で見ていた者の一人として、インタビュアーに対し決勝戦で海空とグゼバが見せたイメージ下の駆け引きについて解説している。
戦乙女闘宴出場時点で身長163センチメートル、体重51キログラム。
日本の漫画が好きなようで、セリフの端々で漫画作品に言及することが多い。また、同性愛の気はないがおっぱいは好きで（本人曰く、「おっぱい欲に男も女もない」）、『東京女獣拳』の撮影で訪れた福井の温泉旅館や、戦乙女闘宴の本戦進出者とともに親睦を深めるため訪れた草津では、海空らの乳を心行くまで堪能していた。
マッスル山北（マッスルやまきた）
ボディビルダー兼フードファイター。
ラスベガスで開催されるボディビルの最高峰の大会であるMr.オリンポスにアジア人として初めて3位入賞を果たし、その2日後にニューヨークで開催されるホットドッグ早食い大会で10分間に60本を完食し優勝した（この大会は前年までべる子が5連覇を果たしていたが、この年は愛人のシュライヒャー伯爵とのバカンスを優先したため欠場していた）。
この実績を引っ提げ、真の大食い世界一を決めるべく、べる子にフードファイトを挑む。べる子のような胃下垂の大食いを「ただ通過させているだけ」と断じ、べる子との30分カレーライス大食い対決では勝負の途中に腕立て伏せを行ってカロリーを消費するという荒技で一時はリードを奪う。だが、アナルセックスで腸をほぐす特訓によって消化器の拡張に成功していたべる子の追い上げを受け惜しくも敗北した。しかし、本来は大食いに向かない筋肉質な体型にも関わらず一時は優位に立った山北の健闘をべる子は称え、以後二人はテレビ番組の食レポコーナーなどでしばしば共演する友人となった。
初見陽芽（はつみ ひめ）
国民的アイドルグループ・談合坂SA（スーパーエンジェルス）所属の芸能人。談合坂SAの108人のメンバーの中ではトップの人気を誇り、グループ内で行われる総裁選では3連覇を成し遂げた。愛称はハッツミー、ハツミン。
実家は飲み屋を営んでおり、そこで培ったトーク力を武器に本業のアイドルのみならずヒナ壇やコメンテーター、MCなどで幅広く活躍、さらには枕営業も辞さずにマルチタレントへの脱皮を貪欲に狙っている。
芸能界で生き残るための努力を重ねている自分と比して、大した努力をしているようにも見えないにも関わらず人気を得ている海空を妬ましく思い、彼女を失脚させるスキャンダルをつかむため隠しカメラと盗聴器を仕掛けた。だが、盗聴の結果、海空は海空なりに努力していることを認めるに至った。さらに、海空が池崎玄助に誘拐されたことを盗聴で知り匿名で警察に通報を行ったことが、結果的に海空の命を救うこととなった。
また、海空とアキラとの関係が百合営業ではなく本当のレズカップルであるということも隠しカメラを通じて知っており、ストレス発散も兼ねしばしば海空を脅してレズセックスを迫っているが、二人の仲を壊すつもりはないようで、逆に羨ましがっている節もある。
戦乙女闘宴も観戦しており、ファイナルステージは会場の観客席にいる姿が描かれている。
盧山駕門（ろうやま がもん）
ロックバンド・シュガーグライダーのメンバー。パートはリードギター兼ボーカル。登場時27歳。
バンドは結成5年目にして3枚目のメジャーアルバムを発表し、武道館や大阪城ホールを含む全国ツアーを開催するなど、バンドマンとしては順風満帆であったが、結婚4年目の妻・盧山ユカに退屈し、芸能人相手の不倫を始める。
何人かの芸能人を食い散らかした後、次の標的として海空と原アキラに狙いを定め、テレビ番組での共演をきっかけにコンサートに招待したことで、首尾よく海空と二人きりでの食事の約束を取り付けた。だが、不倫は全てユカに勘付かれており、実はユカの幼なじみであった海空も、駕門を懲らしめるためにユカの依頼でオトリになっただけであった。

### スポーツ関係者
フランツ・フォン・シュライヒャー伯爵
IOC委員。すでに老人であるが、現役時代は「グレコローマンの鬼」と称され、ミュンヘン五輪とモントリオール五輪で金メダルを獲得したアマチュアレスリング選手。
東京オリンピックに向けた視察で度々東京を訪れており、その際の夜の接待で出会った翼田べる子を気に入り愛人とする。
サッカー選手のエルンスト・マーラーは法律上の甥であり、フードファイトのトレーニングとして腸をほぐすアナルセックスの相手を求めていたべる子にアナルセックス愛好家のマーラーを引き合わせたのも彼である。しかしその後マーラーは本気でべる子に惚れこんでしまい、彼女を巡って一悶着あった結果、若い甥のために自身は身を引くことを決意し、べる子との愛人関係に終止符を打った。
戦乙女闘宴には孫娘のドロテア・フォン・シュライヒャーが参戦したため、応援も兼ねて観戦に駆けつけている。
エルンスト・マーラー
FCバイエルン所属のサッカー選手。背番号は9。親しい人からはエルンストの愛称であるアーニーの名で呼ばれている。
「ミュンヘンのプリンス」の異名を取るブンデスリーガのスターで、バロンドール受賞者。IOC委員で元アマチュアレスリング選手のシュライヒャー伯爵は父方の伯父。
スター選手にありがちな有名女優との浮名が全くなかったが、それはかつて母が不倫の結果身ごもったのが自分であるという事実を思春期に知り（そのため、シュライヒャー伯爵とは厳密には血は繋がっていない）、母や女を憎むあまり小児性愛や肛門・スカトロ趣味などといった変態的な嗜好に目覚めてしまったからであった。
しかし、アナルセックスの相手として幼児体型の翼田べる子を、シュライヒャー伯爵を通して紹介され、何度も体を重ねるうちにいつしか彼女のことを心の支えとまで思うようになる。33話でべる子の本来の愛人であるシュライヒャー伯爵に「肛門ではなくノーマルな方法で結ばれる」という試練を出されるも、べる子の母性で乗り越え、正式にべる子との交際が認められた。それからもサッカー界で活躍し、その年のチームをUEFA優勝に導いた。
戦乙女闘宴では法律上の従姪にあたるドロテア・フォン・シュライヒャーが参戦したため、応援も兼ねて観戦に駆けつけている。
今宮エビス（いまみや エビス）
【ボクシング】
大阪出身の現役女子中学生プロボクサー。
情報番組『フューチャーガール』の初回の特集で海空に取材された縁で互いに知り合う。母子家庭出身で四人兄弟の長女ということで、同じ境遇の海空は親近感を抱いていた。
自身がボクシングを始めたきっかけでもあったライラ・メンデスに後楽園ホールでWBB女子世界バンタム級王座を賭けたタイトルマッチに挑んだが実力差は歴然であり、オープニングパンチの左ジャブにカウンターを合わせられわずか１R5秒でKO負けを喫した。さらに、ライラは試合後に海空を焚きつけ、怒った海空はボクシングにはない武術の技でライラを追い詰めたが、今宮は自分の力でリベンジすることを主張して海空を止め、ライラと再戦を誓い合った。
戦乙女闘宴には負傷欠場者が出た場合の補欠選手としてエントリー。ナスターシャ・イブラヒモワが欠場となった際には、鯨岡ミカの2回戦進出を認める決定に抗議しリングの上でミカに詰め寄ったが、実戦経験の無さが災いして啖呵を切っている最中にミカの蹴りをまともに喰らってしまい、実力で抗議を封殺されてしまった。
ファイナルステージではライラとともに観客席で観戦している。ただし、英語は得意ではなく、ライラの語る内容は理解できていない模様。
ライラ・メンデス（Lyla Mendez）
【ボクシング】
キューバ系アメリカ人の女子ボクサー。
圧倒的強打を武器に20戦20KOという戦績を収め、3団体統一王座を3階級にわたって獲得した。結婚と妊娠を機に一時リングから離れるも引退はせず、リタとマルタという双子の女児を出産した後に2年のブランクを経て30歳の時に王者としてリングに復帰した。
復帰戦としてWBB女子世界バンタム級王座を賭けて今宮を迎え撃ったが、挑戦者にまともに向き合うことなくわずか一発のカウンターパンチで瞬殺、さらには試合前のパフォーマンスで試し割りを見せた海空を挑発しリングに上げエキシビジョンマッチを挑んだ。怒りに燃える海空にボクシングにはない武術の投げと目突きを喰らって追い込まれるが、今宮が海空を制止したため海空との対戦はノーコンテストに終わった。
彼女がこのような挑発的な行為をした背景には、ジェレミィ・フリードマンからの指示があった模様。彼女自身はむしろ温厚な人格者である。
戦乙女闘宴にはEブロックにエントリー。1回戦はカトリーヌ・ボアザンと対戦した。サバットの複雑に変化する蹴りの間合いに苦戦し、動きを見切ったと読んで踏み込んだところを狙われてカウンターで左脛に足刀を喰らい、痛みから膝を突いてしまう。しかし相手が追撃に来たところを根性で立ち上がり逆にカウンターを決め、そのままラッシュに持ち込んで逆転KO勝利を収めた。
2回戦はアレフティナ・グゼバと対戦。圧倒的な体格差の相手に対し、フットワークを活かしたヒット＆アウェーに徹することで確実にダメージを蓄積させる戦法に出る。しかし、無意識にボクシンググローブの間合いで闘ってしまったことが災いしオープンフィンガーグローブの硬さを活かし切れず、グゼバが防御を度外視したノーガード戦法に切り替えたことによって遂に捕まってしまい、受け身もとれぬスピードの大外刈りで叩きつけられKO負けを喫した。
ファイナルステージでは観客席で今宮とともに観戦している。大会後にはグゼバ相手の打撃戦についてインタビュアーにコメントを残している。また、アレフティナ・グゼバとフランソワ・ンガジが行ったエキシビションマッチも観客席で観戦している。
戦乙女闘宴出場時点で身長164センチメートル、体重53キログラム。

#### 戦乙女闘宴
41話から89話にかけて開催された、異種格闘技戦トーナメント。A～Dブロック予選の1stステージ、E～Hブロック予選の2ndステージ、各ブロック代表者による大晦日開催のファイナルステージの3部構成となっており、各ステージはワンナイトトーナメントで行われた。
選手は全員オープンフィンガーグローブの着用は義務付けられているものの、その他の服装規定は非常に緩く、道着やシングレットなどの各競技での一般的な服装のみならず、マイクロビキニやコスプレ、まわし一丁等のかなりきわどい衣装まで広く認められている。
ルールに関してもかなり緩く、踏みつけや頭突きも認められている。反則としてローブローや粘膜への攻撃、着衣を利用しての攻撃などは規定されているものの、反則を受けた側からの抗議がない限りは基本的に見逃がされている。

##### Aブロック
南風原海空
【沖縄空手】
最初の項を参照。
AIRI（アイリ）
【総合格闘技】
「地上最強の女子高生」の異名を取る高校生プロ格闘家。
戦乙女闘宴ではAブロックにエントリー。1回戦で海空と対戦した。序盤はラッシュをかけて海空を後ずらせたが、体格差からくるパワーで押し返される。海空が下段突きを寸止めするとその腕を取って三角絞めを極めたが、力任せのバスターで叩きつけられ失神、KO負けを喫した。
同じく総合格闘家の梅沢繭とは交友があり、自身の敗退後も梅沢のセコンドを務めた。梅沢が2回戦でルナ・カーンに完全に闘志を折られた姿を見た際には、梅沢に謝りながらもタオルを投入した。その後も51話では共にサウナに入り、マススパーで汗を流しながら梅沢と雪辱を誓いあった。
ファイナルステージではスペシャルゲストとして放送席にて解説を務めた。大会終了後には決勝戦を間近で見ていた者の一人として、試合の展開についてのインタビューに答えている。
海空が金網の中で道着を脱いでマイクロビキニ姿になった際には露骨に嫌悪感を露わにしたり、海空の乳首が露出してしまった時は赤面したりと、性格はストイック。
戦乙女闘宴出場時点で身長160センチメートル、体重50キログラム。
西川満（にしかわ みちる）
【柔道】
現役最強の呼び声も高い女柔道家。柔道3階級制覇を成し遂げ、「日本の至宝」とも称される。段位は五段。
戦乙女闘宴ではAブロックにエントリー。1回戦でションプー・シンラットと対戦した。ムエタイの打撃に耐えて接近し得意の寝技に持ち込もうとしたが、首相撲からの至近距離からの打撃という柔道家にとって未知の技術に対応しきれず、鳩尾・顎への膝蹴りで怯んだところにハイキックを喰らってKO負けとなった。
敗退後も大会を観戦しており、マリア・ルイーザ・リベイラの寝技技術を「一手のムダもない」と称賛している。決勝戦後にはインタビューを受けており、柔道家としてグゼバや柔道の強さに対しコメントを残している。
戦乙女闘宴出場時点で身長164センチメートル、体重56キログラム。
ションプー・シンラット
【ムエタイ】
タイ出身の女子ムエタイ選手。ムエタイ3団体統一チャンピオン。ムエタイ選手らしく試合前には必ずワイクルーを舞っている。
戦乙女闘宴ではAブロックにエントリー。1回戦で西川満と対戦した。一時は打撃を西川に見切られるも、着衣の無い状態での掴みあいの技術である首相撲に持ち込むことで着衣格闘のスペシャリストである柔道家を圧倒、左ハイキックでKO勝利を収めた。
2回戦では海空と対戦。同階級なら楽勝だったと言うほどの猛ラッシュで圧倒したが、それでも海空との体格差と受けの技術を覆すには至らず、正拳突き一発で金網まで吹き飛ばされたところに跳び足刀蹴りで顎を打ち抜かれKO負けとなった。
セコンドも体重差のあるこのカードを「所詮ショー」と割り切っており、敗退後は帰国の途に就いた。その後は決勝戦を観戦している姿が描かれている。
戦乙女闘宴出場時点で身長159センチメートル、52キログラム。

##### Bブロック
エレーナ・シウバ
【バーリトゥード】
ブラジル人女子総合格闘家。元はリオの不良上がりの喧嘩屋で、徹底的に相手を叩きのめす荒々しいファイトスタイルでファンもアンチも多く集めている。
戦乙女闘宴ではBブロックにエントリー。1回戦でヴェロニカ・リンと対戦した。しかし圧倒的な体格差に全く手が出ないまま一方的に打ち負けてしまった。
同じブラジル出身で、恵まれた環境で育てられたマリア・ルイーザ・リベイラに対しては一方的にライバル視している。自身の敗退後は彼女のセコンドとして観戦している。
戦乙女闘宴出場時点で身長171センチメートル、体重62キログラム。
ヴェロニカ・リン
【プロレス】
アメリカ人女子プロレスラー。全米最大のプロレス団体で女悪役（ヴィラネス）として人気を博している。初めてMMAに挑戦した際には下馬評を覆し圧倒的な体格差で相手を秒殺してデビュー戦を飾って見せた。ソフィア・カレーニナとも対戦経験があり、両者失神するまで打撃戦を続けて見せた。
戦乙女闘宴ではBブロックにエントリー。1回戦でエレーナ・シウバと対戦した。リーチとパワーの差を遺憾なく発揮し、一方的に打ちのめしてKO勝ちを収めた。
2回戦ではマイクロビキニ姿でマリア・ルイーザ・リベイラと対戦。再び体格差から圧勝かと思われたが、組み付かれた瞬間、マリアのテクニックに一方的に体力を奪われてしまう。意地で無理やり抱え上げたが、その勢いを逆用されて頭越しに背後に回られ、スリーパーで一瞬にして落とされて敗北。失神した瞬間には、思わず恍惚の表情を浮かべながらリングの上で失禁してしまった。
後日行われたFブロックのソフィアの試合ではジャスティン・クルーズとともにセコンドを務めている他、本戦も観客席で観戦している。大会後はジャスティン・ソフィアらとともに今大会に関してのインタビューを受けており、NHB（ノー・ホールズ・バード、なんでもアリ）時代の野蛮な色気を堪能したと答えている。また、アレフティナ・グゼバとフランソワ・ンガジが行ったエキシビションマッチもジャスティンとともに観戦している。
戦乙女闘宴出場時点で身長205センチメートル、体重110キログラム。その巨体から「地上最大の女」と称されているが、マリアからは「筋肉もオッパイも作り物」と揶揄されてしまっている。
マリア・ルイーザ・リベイラ（Maria Luisa Ribeira）
【柔術】
ブラジル人女子柔術家。全ブラジル柔術選手権（ブラジレイロ）女子無差別級王者。父は90年代初頭にアメリカで一時代を築きミスター・ファントムの名で呼ばれた900戦無敗の柔術家ホセ・パウリスタ・リベイラ。
戦乙女闘宴ではBブロックにエントリー。1回戦でジャスティン・クルーズと対戦した。一発の打撃も打たずに流れるようにスリーパーホールドを決めてあっという間にタップアウトを奪った。
2回戦ではマイクロビキニ姿でヴェロニカ・リンと対戦。最初は打撃を喰らって見せて弱っているふりをし、近づいてきたところを組み付いて「コナキジジイ」と称される重心移動を利用したグラップリングで体力を奪い、最後は胴締めスリーパーで失神させ完勝し、Bブロック代表の座を勝ち取った。
ファイナルステージでは南風原海空と対戦。海空と示し合わせたように互いに道着を脱ぎ捨て水着姿で対戦した。海空のお株を奪うブラジリアンキックによる奇襲や、海空の打撃を無効化するスリッピング・アウェーで翻弄し、寝技で疲れさせたところで腕十字を極めに行ったが、片足が海空の巨乳に乗ってしまったことで思わず足のロックを緩めてしまい勝利のチャンスを逃してしまう。さらに、海空が土壇場で開眼した「見えてはいても気づけない」正拳で顎先を打ち抜かれ、絶頂失禁とともにKOされ敗北した。
決勝戦直前には、グゼバが柔道着を脱いでの闘いを望んだため、着用していたマイクロビキニをグゼバに貸し出した。大会終了後には決勝戦を間近で見ていた者の一人として、試合の展開についてのインタビューに答えている。
プライベートでは道場で乱交パーティーを開くなどかなりの好色家。「ヤればヤッただけ調子イイ」「禁欲なんてしてたら弱くなっちゃう」などと語っており、「超強いヤツはみんな超セックスしてる」という持論を有している。なお、乱痴気騒ぎを起こす度に父から折檻を受けているようだが反省の色は見られない様子。カーニバルでも布面積が極度に低い衣装でサンバを踊っている。性的指向はバイセクシャル。
戦乙女闘宴出場時点で身長168センチメートル、体重57キログラム。ピロートークを楽しむために複数言語を習得しており、日本語も喋れる。
ジェレミィ・フリードマンに提示した願いは、南の島を丸ごと一つ買い取りフリーセックスのリゾートを作ること。
ジャスティン・クルーズ
【MMA】
アメリカ人女子総合格闘家。モデルとして活躍しながらMMA団体ランブル・フォースで闘っており、戦乙女闘宴の前年度の戦績は10戦オールKO勝ち。
戦乙女闘宴ではBブロックにエントリー。1回戦でマリア・ルイーザ・リベイラと対戦した。一切打撃戦を行わない構えを取ったマリアに対して次々と打撃を打ち込むが一発も相手を捕らえることができず、跳び回し蹴りを躱された隙に組み付かれてからは寝技のディフェンスが全く通用しないままスリーパーホールドを決められタップアウトして敗北した。
後日行われたFブロックのソフィア・カレーニナの試合ではMMA勢の誼でヴェロニカ・リンとともにセコンドを務めている。大会後はヴェロニカ・ソフィアらとともに今大会に関してのインタビューに答えており、今大会のルールとレフェリングの粗雑さに対し苦言を呈しつつも大会自体は楽しんだことを語っている。また、アレフティナ・グゼバとフランソワ・ンガジが行ったエキシビションマッチもヴェロニカとともに観戦している。
戦乙女闘宴出場時点で身長173センチメートル、体重61キログラム。

##### Cブロック
鯨岡ミカ
【空手】
テレビ局関係者の項を参照。
ナスターシャ・イブラヒモワ
【レスリング】
「霊長類最強」の異名を取るカザフスタンの女子レスリング選手。女子の最重量級である72キロ級・75キロ級で10年間にわたり無敗を誇り、世界選手権とオリンピックで合計30の金メダルを獲得した。愛称はナーシャ。
戦乙女闘宴ではCブロックにエントリー。1回戦で鯨岡ミカと対戦した。左正拳逆突きでの一発KOを予告したミカに対し、タックルに行くと見せかけて直前でブレーキをかけタイミングをずらすことで組み付くことに成功し、そのままフロントスープレックスからのジャーマンスープレックスとスープレックスの連撃でKO勝利を収めた。
しかし、フロントスープレックスで投げる瞬間、無防備な左腰に打撃を打ち込まれたことで肋骨を骨折、それが腎臓に突き刺さったことで急性腎不全を発症し緊急入院となり、ミカの繰り上りを認めて大会を棄権せざるを得なくなった。
大会後にはインタビューに答えており、空手の恐ろしさについてコメントを残している。
戦乙女闘宴出場時点で身長181センチメートル、体重73キログラム。
オルガ・ツェレンスカヤ
【コンバット・サンボ】
ロシアの女性軍人。階級は上級軍曹。ロシア連邦地上軍格技師範を務めている。
戦乙女闘宴ではCブロックにエントリー。1回戦で同じく現役軍人のミシェル・バチスタと対戦した。握手を求めると見せかけて奇襲を仕掛けたが、それを読んでいたバチスタに上手く対応され倒し損ねる。この攻防で相手の実力を汲み取ると相手を確実に仕留めることを決意し、接近戦を挑む。反則技をも辞さないバチスタの攻めに苦戦しつつも、跳びつき腕十字を極めるとタップを待たずに左肘を折り勝利を決めた。
2回戦では鯨岡ミカと対戦。1回戦と同じく相手に握手を求め、それに応じて放たれるであろう打撃をいなしながら転がしてグラウンドパンチに持ち込む作戦を立てていたが、予想以上に速いミカの打撃をさばききれずにまともに五連撃を喰らってしまう。しかしそれでも勝負を捨てず、隙を突いてアキレス腱固めを仕掛けようとしたが、極めきる前に顔面に正拳下段突きを喰らいKO負けを喫した。
大会後にはインタビューに答えており、頸動脈への打撃の効果に対してコメントを残している。
戦乙女闘宴出場時点で身長172センチメートル、体重58キログラム。
ミシェル・バチスタ
【シラット】
フィリピンの女性軍人。階級は中尉。フィリピン陸軍首都圏コマンド武術教官を務めている。
戦乙女闘宴ではCブロックにエントリー。1回戦で同じく現役軍人のオルガ・ツェレンスカヤと対戦した。相手が求めてきた握手を罠だと見抜き、仕掛けられた脇固めを前転して回避、その後も相手の攻撃をさばきながら打撃中心に攻めていく。ツェレンスカヤは確実にバチスタを仕留めようと至近距離での接近戦を挑んできたため、恥骨へのローブローや鼻の穴の粘膜への攻撃といった反則技をレフェリーに気づかれないように交えつつ応戦したが、一瞬の隙を突かれて腕挫十字固を極められタップアウトする間もなく左肘を折られて敗北した。
勝つためには反則技も辞さない等、闘いに関しての非情さは一貫しており、腕を折らずにギブアップを待っていては脚の肉を噛みちぎられていただろうとツェレンスカヤは試合後に述べている。逆に自分にそうした危険な技が使われることも承知の上であったようで、試合後には優勝を誓うツェレンスカヤに対して感謝の言葉を述べている。
大会後にはインタビューに答えており、頸動脈への打撃の効果に対してコメントを残している。
戦乙女闘宴出場時点で身長165センチメートル、体重54キログラム。

##### Dブロック
黒耀（ヘイヤン）
【散打】
「殺人蜂（キラービー）」の異名を取る中国の女拳法家。伝統武術に対して挑発的な発言をSNS上で繰り返す毒舌家で、自分に一発でも打撃を当てられるものならば50万元をやると挑戦者を釣り出した上でことごとく返り討ちにしては動画を拡散している。
戦乙女闘宴ではDブロックにエントリー。1回戦ではルナ・カーンと対戦した。前述のとおり伝統武術を見下していたため、ルナのカラリパヤットに対しても「5秒で殴り殺す」と勝利を疑っていなかったが、殴り掛かったところをカウンターで猪のポーズ（ワラハ・バディブ）の型で肘を膀胱に入れられ失禁、さらに跳び回し蹴りを躱されたところに蛇のポーズ（サルパ・バディブ）の型で無防備な左脇腹を貫手で突かれ、体勢が崩れたところに鶏のポーズ（クックダ・バディブ）の型で顎を蹴り上げられてKO、逆に秒殺される結果となってしまった。
その後は決勝戦を観戦している姿が描かれている。
戦乙女闘宴出場時点で身長161センチメートル、体重53キログラム。
作者がキャラデザインを担当した中国アニメ『機甲獸神之爆裂飛車』からのゲストキャラクターである。
ルナ・カーン（Luna Kahn）
【カラリパヤット】
日本のIT企業でコンピューターソフト開発のアドバイザーを務める女性インド人数学博士。
インドの伝統武術であるカラリパヤットも修めており、実力は達人級。新宿の公園でトレーニング中の海空と出会い、橙れおんのドッキリ企画のストレスで本調子でない海空を多目的トイレに連れ込み、マッサージを施して回復させた。
戦乙女闘宴ではDブロックにエントリー。1回戦では黒耀と対戦した。猪のポーズ（ワラハ・バディブ）・蛇のポーズ（サルパ・バディブ）・鶏のポーズ（クックダ・バディブ）と、およそ実戦的には見えない演武の型通りの動きで的確に急所を打ち抜き、圧倒的な実力差を見せつけ完勝した。
2回戦では梅沢繭と対戦。攻撃の出を全て潰し、踊るように死角に回り込み顔面を蹴り続けるという実力の底を見せないファイトスタイルで梅沢の闘志を折り、Dブロック代表の座を勝ち取った。
ファイナルステージでは鯨岡ミカと対戦。ヨガで鍛えた柔軟性と予選でも見せた予知能力に近い観察眼で、序盤はミカの攻撃をことごとく無力化してみせる。しかし、ミカの仕掛けた空手の技巧を尽くした三連撃は読み切れず、右鎖骨を折られてしまう。怒りと苦痛に顔を歪ませながら反撃に出るが、骨折により右手が動かない状況ではミカの攻撃を防ぎきれず、体中の骨を叩き折られた末にレフェリーストップで敗北、救急車で病院へと搬送された。
入院後の経過は良好であり、病院に謝罪に来たミカに対しても根に持つことなく応対している。
ジェレミィ・フリードマンに提示した願いは、自分の代わりに働く世界トップ10クラスのスーパーコンピューター。
戦乙女闘宴出場時点で身長164センチメートル、体重55キログラム。日本の企業に勤めているため、日常会話程度の日本語は喋れる。
同性愛の気もあるようで、予選終了後にはマッサージと称して海空に近づき、アキラも交えた3人でのレズセックスを行っている。
梅沢繭（うめざわ まゆ）
【日本拳法】
女子総合格闘家。リングコスチュームとしてコスプレを披露するパフォーマンスと、日本拳法をベースとした実力で人気を博し、ファンからは「姫」と呼ばれている。
戦乙女闘宴ではDブロックにエントリー。1回戦では「セクシーなくの一」のコスプレでエマヌエラ・ベラスケスと対戦した。カポエイラの蹴りのリーチの長さと読めない軌道に苦戦するも、あえてフットワークを捨てて座ることで得意の直線軌道の打撃勝負に持ち込むことに成功、跳び蹴りに来たところを面突きで迎撃したうえで脇固めに捕らえタップアウトを奪い勝利した。
2回戦では白の旧式スクール水着姿でルナ・カーンと対戦。「波動拳」とも称される命中の瞬間に拳を握ってスナップを利かせる日拳の打突法で挑んだが、出がかりでルナに全ての打撃を止められてしまう。それでも果敢に打撃を繰り出すもその勢いを逆用されて後ろに回り込まれ、背後から顔面を蹴り続けられる。起死回生の裏拳も避けられると完全に戦意を喪失し、最後は寸止めに怯えてしゃがみこんでしまったところでタオル投入となった。
同じく総合格闘家のAIRIとは交友があり、互いの試合でセコンドを務めあっている。その後も51話では共にサウナに入り、マススパーで汗を流しながらAIRIと雪辱を誓いあった。
自身が主催するイベントでは審判を務めることもあり、その経験を活かしてファイナルステージではバニーガール姿でレフェリーを務めた。大会終了後には決勝戦を間近で見ていた者の一人として、試合の展開についてのインタビューに答えている。
戦乙女闘宴出場時点で身長163センチメートル、体重52キログラム。
エマヌエラ・ベラスケス
【カポエイラ】
ブラジル人女子総合格闘家。カポエイラをベースとしたファイトスタイルで、MMAで多くの勝利を収めている。同じく総合格闘家のアレクサンドロ・ベラスケスは兄。
戦乙女闘宴ではDブロックにエントリー。1回戦では梅沢繭と対戦した。相手の梅沢に薙刀のリーチとハンマー投げの威力と恐れさせた回し蹴りを駆使して当初は優勢に試合を進めたが、梅沢に円運動の遠心力を弱めるためあえて座り込むという対策を思いつかれ、逆に日本拳法の直線的な打撃に追い込まれる。状況を打開しようと跳び上がって上からの蹴りを放ったが、面突きで迎撃され叩き落されたところを脇固めで捕らえられ、タップアウトして敗北した。
戦乙女闘宴出場時点で身長174センチメートル、体重61キログラム。

##### Eブロック
アレフティナ・グゼバ（Alevtina Guseva）
【柔道】
78キロ超級で絶対王者として君臨するウクライナの女柔道家。師匠の釣島龍子からは「ティナさん」という愛称で呼ばれている。
戦乙女闘宴ではEブロックにエントリー。1回戦ではナオミ・シャピロと対戦するはずであった。しかし試合直前、トイレにおいて奇襲を仕掛けようとしてきたシャピロの殺気を感じ取り、逆に返り討ちにすることで試合開始前に倒してしまう。だが、防犯カメラに残された映像もあり本人の証言の裏が取れたため、2回戦進出が認められた。
2回戦ではライラ・メンデスと対戦。圧倒的な体重差がある上、重いボクシンググローブも着けられないにもかかわらず、ボクシング技術のみで向かってくるライラの勇気に敬意をこめ、相手の全力に応えるノーガードからの大外刈りの一撃でKOを奪い、Eブロック代表の座を勝ち取った。
ファイナルステージ1回戦では殷小敏と対戦した。開始直後、自身が構える前に一瞬にして近づいてきた小敏の殺気に反応し一本背負いで投げ飛ばし、肩を脱臼させてレフェリーストップを奪った。なおも闘いを続けようとする小敏に対し、続けるようであれば致命傷を与える用意があること、今やめれば成長後に再戦の機会があることを諭して投了させた。
準決勝ではマオマオと対戦、試合前にはマオマオに手技で治療を施し準々決勝で負ったダメージを回復させた。試合では魔弾でカウンターを決めるマオマオの「柔道」の前に苦戦を強いられ、今大会初めてのダウンを奪われる。封印していた打撃技をも解禁して応戦し、乱打戦の末に「ブラックホール」と称されるカウンターを許さぬ必殺の背負い投げでようやくKO、勝利を収めた。
決勝戦では海空と対戦、マオマオ戦で自分が犯した着衣を用いた攻撃への反省から、柔道着を脱いでマリア・ルイーザ・リベイラから借りたマイクロビキニを着用して闘いに臨む。海空の空手に苦しみながらも、圧倒的な体格差と師より学んだ格闘技術で互角以上に闘いを進め、一度はドクターストップで勝負無しとなる。だが、体の限界まで闘いを続けるべく試合を続行、最終的に海空の最後の一撃で意識を失ったが、それでも限界まで体を動かし続け、海空の命を奪わぬようにかばい手の形でダウンした。
ジェレミィ・フリードマンに提示した願いは、「男子ヘヴィ級」との「真の地上最強」決定戦。大会の一ヶ月後、望み通りラスベガスにてWFC世界ヘビー級王者フランソワ・ンガジとエキシビジョンマッチを行い、勝利を収めている。
試合の内外問わず己に非がある時には正直に申告し甘んじて罰を受けることを望んだり、対戦相手の弱みに付け込むことを潔しとせず全力での勝負を望んだりと、武道精神にあふれている。
なお、彼女の母タチアナは1986年に起こった原子力事故の高濃度汚染区域で少女時代を過ごしており、タチアナと未熟児として生まれた双子の姉・エフゲニア（イェーナ）は既に故人となっている。そのため、二人に代わって人間の強さを示し続けること、自分の体の限界まで戦い続けることを己の使命と任じており、原子力被災者支援や再生可能エネルギー研究のためファイトマネーを寄付する等、社会運動にも取り組んでいる。
戦乙女闘宴出場時点で身長187センチメートル、体重120キログラム。胸のサイズはPカップ。年齢は26歳。
ナオミ・シャピロ（Naomi Shapiro）
【クラヴ・マガ】
イスラエルの女性軍人。モサドの教官を務めている。
戦乙女闘宴は1stステージから観戦しており、自身と同じく軍人のオルガ・ツェレンスカヤとミシェル・バチスタの試合ではレフェリーが見落とした反則があったことにも気づいていた。
大会ではEブロックにエントリー。1回戦ではアレフティナ・グゼバと対戦するはずであった。しかし確実な勝利にこだわるあまり、試合開始前に恐怖心を植え付けておこうとトイレの個室の前で待ち伏せしていたところ、逆に個室の上の隙間から手を伸ばされて十字絞の形に捕らえられるという奇襲を喰らってしまう。そのまま天井に叩きつけられた上で顔面に頭突きを入れられ、それでも襟首を掴んできた左腕に関節技を極めようと最後まで足掻いたが、グゼバのパワーには通用せずトイレの床に叩きつけられて失神した。
ライラ・メンデス
【ボクシング】
スポーツ関係者の項を参照。
カトリーヌ・ボアザン
【サバット】
「魔女」の異名を取るフランスのキックボクサー。サバットをベースとしたファイトスタイルで、欧州のキックボクシングで連勝を続けている。
戦乙女闘宴ではEブロックにエントリー。1回戦ではライラ・メンデスと対戦した。足首から先を動かすサバット独特の蹴りで翻弄し、踏み込んできたところをカウンターでスネへの痛打（クー・ド・ピュ・バ）を喰らわせて膝を突かせた。だが、動けないと油断して不用意に近づいたところにラッシュを叩き込まれ、逆転KO負けを喫した。
戦乙女闘宴出場時点で身長161センチメートル、体重54キログラム。
作者の過去作品『ボアザン』からのゲストキャラクターである。

##### Fブロック
大島空姫（おおしま あき）
【キックボクシング】
キックボクシング女子ライト級世界王者。元はレースクイーンをしていたが、ラウンドガールの仕事をきっかけにキックボクシングと出会い、その高い身長を活かしてデビュー以来20連勝を重ねる。「頭上（うえ）から潰す」と形容される跳びヒザ蹴りを得意としており、「空飛ぶKO工場」と称された。
戦乙女闘宴ではFブロックにエントリー。1回戦では殷小敏と対戦した。自身より圧倒的に体格の劣る殷に対し一撃で決めるつもりで頭上から潰すようにローキックを放つが、一瞬で懐に入りこまれドラゴンスリーパーのような形で軽く抑え込まれた瞬間に自身が殺害されたイメージを明確に感じ取ってしまい戦意喪失、自身の負けを宣言してしまった。
敗北後、キックボクシングを辞めたことを試合から1ヶ月後のインタビューで語っている。
戦乙女闘宴出場時点で身長178センチメートル、体重59キログラム。
殷小敏（イン　シャオミン、Yin Xiao-Min）
【八卦掌】
中国の女拳法家。戦乙女闘宴の前年度の全中国武術大会個人総合優勝者。広東省広州市在住。
型の大会の優勝者ではあるが実力は非常に高く、肉体へのダメージを与えずして相手を殺害したイメージを実感させることができるほど。
戦乙女闘宴はFブロックにエントリー。1回戦では大島空姫と対戦した。一瞬でギブアップを奪い勝利したが、師匠から5秒以上かかったと叱責を受けた。
2回戦ではシャロン・ハーレイと対戦。相手の打撃に合わせてカウンターを急所に寸止めで入れることで、1回戦と同様相手の心を折りギブアップを宣告させ10秒ちょうどで勝利、Fブロック代表の座を勝ち取った。
ファイナルステージではアレフティナ・グゼバと対戦。相手が身構える前に9ｍの距離を一気に詰め必殺の掌底を放ったが、カウンターの一本背負いで投げられ左肩を脱臼させられてしまう。肩関節をスピンジャンプの遠心力ではめ直してまで試合を続けようとしたが、試合を続けるなら命を奪ってでも二度と立ち上がれなくするがここでやめれば小敏の成長を待って再戦するというグゼバの言葉を受け戦意を喪失、自らの敗北を認めた。
大会の翌年に行われたアレフティナ・グゼバとフランソワ・ンガジが行ったエキシビションマッチの際には配信で観戦している姿が描かれている。
ジェレミィ・フリードマンに提示した願いは、田舎の祖母の家のリフォーム。
戦乙女闘宴出場時点で身長145センチメートル、体重41キログラム。年齢は14歳。
かつていじめを受けていたが、八卦掌との出会いでそれを克服した経験がある。
作者がキャラデザインを担当した中国アニメ『巴拉拉小魔仙之飛越彩霊堡』からのゲストキャラクターである。
ソフィア・カレーニナ
【MMA】
ベラルーシの女子総合格闘家。父はプロボクサーであり、幼いころより素手で立ち木を殴り続けるという過酷なトレーニングを積んできた。ヴェロニカ・リンとも対戦経験があり、両者失神するまで打撃戦を続けて見せた。
戦乙女闘宴ではFブロックにエントリー。1回戦でシャロン・ハーレイと対戦した。体格差からくるパワーとタフネスで当初は相手を全く寄せ付けなかったが、ハーレイの捨て身の連撃で生まれた一瞬の隙を突かれてチョークスリーパーを決められ、タップアウト負けを喫した。
大会後はジャスティン・ヴェロニカらとともに今大会に関してのインタビューに答えており、「アレはアレでなかなか」楽しい大会であったと感想を述べている。
戦乙女闘宴出場時点で身長173センチメートル、体重67キログラム。
シャロン・ハーレイ
【截拳道】
アメリカの女性拳法家。JKD（ジークンドー）のインストラクターを務める。黄色地に黒のラインの入ったコスチュームを身に着け、『死亡遊戯』のテーマを入場曲とする等、ブルース・リーを深く敬愛している。
戦乙女闘宴ではFブロックにエントリー。1回戦でソフィア・カレーニナと対戦した。体格で勝るプロ格闘家の前に攻撃も防御も通じず苦戦したが、全身を使って打撃を止めることで相手を引きつけ、顎に狙いを定めた左リアクロス・右アッパー・左掌底（ワンジャン）の連撃を決めることに成功、相手が一瞬ふらついた隙を見逃さずに背後に回ってチョークスリーパーを決め、タップアウトを奪って勝利した。
2回戦では殷小敏と対戦。JKDのコンセプト通り、間合いに入ると同時に相手の膝を最短距離の横蹴りで狙った。にもかかわらず一瞬で背後に回り込まれると、膝裏・脇・肘窩・首筋に軽く打撃を入れられ、自身が殺害されたイメージを感じ取ってしまう。それでも恐怖に駆られながらも反撃のパンチを繰り出したが、カウンターで喉元に寸止めの穿手を入れられると完全に腰が抜けてしまい戦意喪失、自らギブアップを宣言して敗北した。
敗北後、大島空姫と同様に格闘技を辞めたことが大島のインタビュアーから語られた。その後は決勝戦を観戦している姿が描かれている。
戦乙女闘宴出場時点で身長166センチメートル、体重55キログラム。

##### Gブロック
野坂渚
【相撲】
スペースウルフの項を参照。
イヴ・オグンディペ
【ダンベ】
ナイジェリアの人口200人足らずの村に住む女性。男に交じってダンベに参加する唯一の女戦士にして王者。5人兄弟の長女として男手の無い一家を支える大黒柱である。
戦乙女闘宴への参戦を求めるため鳴海修羅之介に遣わされた登呂左門に対し、自分を倒せたら参戦すると条件を出したところ、彼女の身体を味わいたい一心で並外れた根性を見せてきた登呂をダンベでは禁じ手である左手で殴ってしまったため反則負けとなり、大会参加を承諾した。
大会ではGブロックにエントリー。1回戦で野坂渚と対戦した。相手の張り手と自身のパンチで互いに顔面を殴り合うというノーガードの打ち合いを展開する。自身の左に回り込もうとした渚を左手で捕らえたところに右ストレートを叩き込みダウンを奪いかけたが、追撃に放ったアッパーに対してフック気味の左張り手をカウンターで合わせられてしまい、脳震盪を起こして昏倒、KO負けとなった。
戦乙女闘宴出場時点で身長173センチメートル、体重56キログラム。
マオマオ
【ラウェイ】
スペースウルフの項を参照。
ドロテア・フォン・シュライヒャー
【キックボクシング】
ムエタイをベースとしたファイトスタイルで闘うドイツ出身の女子キックボクサー。アムステルダム在住。
IOC委員を務めるアマチュアレスリング五輪金メダリストのフランツ・フォン・シュライヒャー伯爵は祖父であり、FCバイエルン所属のサッカー選手エルンスト・マーラーは法律上のいとこおじというアスリート一家に生まれ育つ。愛称はドーラ。
欧州でもタイでも彼女にかなう相手がいなかったため男子選手との試合が組まれるに至り、1ラウンドローキックでTKO勝利、ルシア・ライカも成しえなかった男子越えを達成した。その才能ゆえプライドは非常に高い。
大会ではGブロックにエントリー。1回戦でマオマオと対戦した。相手の初動に合わせて的確にカウンターのラッシュを打ち込み序盤は圧倒、左ミドルキックからの右ハイキックでとどめを刺そうとする。が、運悪く右ハイを避けられクリンチに逃れられてしまう。追撃に出ようと不用意に首相撲に捕らえたところをキックボクシングやムエタイには存在しない技術である頭突きで顎をかちあげられてしまい、怯んだところに頭突きの連打からの右ミドルキックを顔面に叩き込まれ、レフェリーストップを宣告され敗北した。
この試合でマオマオが魔弾を温存したことは彼女のプライドを傷つけ、予選終了後に会場の廊下で復讐戦を挑む。だが、バッグを使った奇襲で怯まされたところに魔弾を放たれてしまう。チェ・ユニが割り込んできたことにより寸止めで魔弾を喰らわずに済んだが、ユニに食って掛かったところ顎先を蹴られてダウンさせられてしまい、獲物のマオマオもユニに攫われてしまった。
ファイナルステージはシュライヒャー伯爵やマーラーとともに観客席で観戦している。純粋な実力では自身より劣るはずのマオマオの活躍をくやしく思いつつも応援せずにはいられない模様。決勝戦後には雪辱を果たすべくキックは引退することを宣言している。
戦乙女闘宴出場時点で身長164センチメートル、体重57キログラム。

##### Hブロック
ディアナ・イオネスク
【ボクシング】
ルーマニアの女子ボクサー。少女時代はブカレストのストリートギャングとして過ごしたが、更生プログラムの一環として獄中でボクシングを始める。プロでの戦績は5年間で15戦15KO勝利。
大会ではHブロックにエントリー。1回戦で金子操と対戦する予定であった。しかし、入場直後に突如乱入してきたジークルーネの奇襲をうけ失神、そのまま担架で退場させられてしまった。
金子操（かねこ みさお）
【逮捕術】
広島県警の女性警察官。階級は巡査。全国警察逮捕術大会で、警棒・警杖・ゴム短刀といった武器を使わずに全国優勝を果たした。柔道・拳法・合気道で合わせて十段の段位を持つ。
大会ではHブロックにエントリー。1回戦でディアナ・イオネスクと対戦する予定であった。しかし、入場したところで突如乱入してきたジークルーネが奇襲でイオネスクを倒してしまったため、急遽ジークルーネと対戦することになった。顔面もレバーも急所にならず痛みも感じないロボットという未知の相手との闘いにも関わらず、前蹴りや背負い投げで転倒を狙うという対応力を見せたが、想定以上の相手のバランス感覚にフロントチョークを決められてしまう。それでも双手刈りで押し倒そうとしたが、叩きつける直前に脱出され、逆にアームロックを極められタップアウト、相手を傷つけることなく制圧という自身のお株を奪われる形で敗れることになった。
戦乙女闘宴出場時点で身長158センチメートル、体重50キログラム。
ベアトリス・クロムカンプ
【空手】
オランダの女空手家。フルコンタクト空手世界大会優勝者。玉鱗会館所属。
大会ではHブロックにエントリー。1回戦でチェ・ユニと対戦した。挑発を繰り返すユニに対して開幕右ローキックを打ち込んだ。が、それを膝頭で迎撃されたことで自身のキック力を逆用される形で脛の骨を折られてしまい、ドクターストップがかけられ敗北した。
大会終了後にはインタビューを受けており、グゼバの強さについてのコメントを残している。
戦乙女闘宴出場時点で身長181センチメートル、体重76キログラム。
チェ・ユニ
【跆拳道】
その他の芸能人の項を参照。

##### リザーバー・その他
今宮エビス（いまみや エビス）
【ボクシング】
スポーツ関係者の項を参照。
ジークルーネ（Siegrune）
【機械学習】
戦乙女闘宴の協賛企業であるパルテノン・ダイナミクスが開発した第4世代人型ロボットのテストタイプ。対人格闘戦に特化したAIを搭載しており、リアルタイムで戦術を構築・実行可能。クレア・ナッシュ曰く、「史上初の“単体で人間と闘えるロボット”」。
ボクシング・ムエタイ・レスリング・ジュードー等の一流選手との1000時間を超えるスパーリングの末に、実戦に耐えうる最終調整が完了したと判断され、戦乙女闘宴に乱入者として参戦させられることになった。
大会ではHブロックに乱入。ディアナ・イオネスクをデスバレーボムの形で投げ捨ててKOし、イオネスクの相手となるはずであった金子操と対戦した。前蹴りでのカウンターを狙う金子に対しフリッカージャブで機先を制し、脇固めからの背負い投げで投げられるとその勢いを利用して先に着地し逆にフロントチョークを決め、双手刈りで押し倒されそうになると叩きつけられる前にクローズドガードからサイドに逃れ、そのままキムラロックを極めてタップアウトを奪い勝利と、常に金子の想定を上回るパフォーマンスを見せつけた。
2回戦ではチェ・ユニと対戦。Tシャツをかぶせられラッシュを叩き込まれるという奇襲を受けるがダウンせず踏みとどまる。Tシャツを引き裂いて視界を回復してからも上空からの跳び蹴りのラッシュを喰らい亀のような形でしゃがみ込むが、蹴り上げで反撃し脱出に成功する。この攻撃によって更なる学習を遂げたジークルーネは、フェイントからの後ろ横蹴りを放とうとユニが背を向けたところをバックドロップで投げ捨てて一撃でKOを奪い、Hブロック代表の座を勝ち取った。
ファイナルステージではマオマオと対戦した。マオマオのローキックに誘われてタックルに行ったふりをしての低空ロシアン・フックの奇襲でマオマオの体勢を崩し、ドラゴン・スープレックスで投げ捨ててからマウントポジションを奪うことに成功する。パンチに頭突きを合わせるという今までの戦闘データになかった迎撃法をマオマオが取ったため一瞬フリーズしてしまい脱出を許してしまうが、その後もボクシング技術で的確に追い込んでいった。だが、マオマオが編み出した新技のスタンディング式変形ドリューシフィックスをカウンターで極められ両肩を破壊される。それでも、破壊された両腕を切り離して軽量化することでスピードアップ、ユニ戦で学習した蹴り技を主体とした戦法に切り替えてマオマオを追い詰めたが、ユニの助言を受けたマオマオに蹴りを見切られてしまう。マオマオから学び取った頭突き迎撃も「運命殺し」の力で躱され、最後は両者の体重を乗せた変型片手絞めで頸部を圧し折られたことで機能停止、敗北した。
クレア・ナッシュからは「ジーク」と略して呼ばれているほか、ユニや彼女の影響を受けたマオマオからは「ロボ子」の愛称で呼ばれている。
全高170センチメートル、重量80キログラム。大会ではパワーレベルは成人男性平均にまで抑えられている。

### その他
シンシア・ロウ（Cynthia Luo）
歌舞伎町で中国式エステ・福桃を営むエステティシャン。香港出身。
クリトリス肥大に悩む海空は、女性ホルモンを活性化させるマッサージを受けるために水谷ユキを通して福桃を紹介され、それ以来定期的に彼女の施術を受けている。鯨岡ミカも常連客の一人である。
彼女の店では性感マッサージは基本的に行わない（不感症に悩む海空に治療の一環として回春マッサージを施したことはある）が、なぜかそのことは中国語と英語でしか店内に書かれていない。また、みかじめ料を払わないため一帯を縄張りとする中国系東北マフィアからは目の敵にされている。
戦乙女闘宴は2ndステージとファイナルステージを観客席から観戦している姿が描かれている。
作者の過去作品『CYNTHIA THE MISSION』の主人公である。また、作者のアバター的な役回りも担っており、作中の解説におけるイメージ映像などにもしばしば登場する。
権藤（ごんどう）
運転手。関東一円のドライバーの指導を行うベテラン。
既に現役は引退しているが、深い付き合いのある更科家の依頼に対しては特別に自らハンドルを握っており、未成年である詩子の送迎にしばしば出向いている。
池崎玄助（いけざき げんすけ）
外科医。「神の手（ゴッドハンド）」と称される非常に優秀な手術の腕を持ち、表向きは人情家で通しているが、その本性は極度のサディスト。
女性を猟奇的に痛めつけることに性的興奮を覚え、相手に大怪我を負わせることもしばしばでありSM風俗業界ではブラックリスト入りするほど。しかし財力に物を言わせた慰謝料と口止め料で表沙汰にはならないでいる。
愛人として買った暁星れいあにも顔や腹を殴るなどの暴行を加え、全治3ヶ月の大怪我を負わせる。しかしそれが暁星の後輩たちの怒りを買い、海空たちから狙われることとなる。そうとは知らずにデリヘル嬢に化けた海空を買い、大学時代にボクシングで鍛えたパンチなどを駆使して暴行を加えるも、三戦稽古で鍛えた海空にはほとんどダメージを与えられず、逆に不用意に海空の顔面に突き出した左拳を頭突きで粉砕され暁星と同じ全治3ヶ月の重傷を負わされることとなった。
しかし、それがきっかけで海空へのさらなる復讐を画策するようになる。立尾大樹に依頼して刺客を送り込み、遂には御殿場にある廃ゴルフ場の建物に海空を拉致監禁する。海空に暴行を加えながら今までその建物で13人以上の少女を殺めたことを自供したが、最後に強姦しようと不用意にズボンを降ろしたところを覚醒した海空に組み伏せられ、海空の汚物を顔面に浴びせられて気絶、さらにその様子を偶然盗聴していた初見陽芽によって警察に通報されたことで逮捕されることとなった。
しかし、警視庁上層部へのコネを持つ池崎は罪を問われない自信を持っており、現在でも海空への復讐の機会をうかがい続けている。
人斬り
本名不明。日本刀を得物とする殺し屋。
10歳で立尾大樹に施設から引き取られて以来、剣術を仕込まれ人斬りとして育てられた。育ての親である立尾の命令には絶対的な服従を誓っている。
池崎玄助からの依頼を受け、皮一枚で全身切り刻み命乞いをさせるべく海空をつけ狙い、海空がロードワーク中に立ち寄った公園のトイレで襲撃する。海空を追い詰めたものの、四肢を失ってでも相討ちに持ち込む覚悟をきめた海空を前に、殺さずに生け捕りにせよという命令が枷となって膠着状態に陥ってしまう。長いにらみ合いの末に疲れマラから不意に勃起したペニスを海空に指摘されたことで注意が逸れ、その一瞬の隙を突かれて顔面に縦拳を喰らい敗北した。しかし、逮捕されてもなお口を割らず、雇い主についての情報は一切漏らさない等、立尾に対する忠誠心は揺らがなかった。
立尾大樹
有限会社ピスタチオ・リサーチの代表取締役社長。表向きは調査会社だが、実態は殺人や恐喝などの違法行為を請け負っている。
池崎玄助とは20年来の付き合いがあり、海空への復讐を依頼された。最初は自身の育てた人斬りに襲撃させたが、生け捕りにせよという命令が仇となり失敗。次に、海空の所属するスペースウルフを狙い、脱税をネタにして社長の真田ヒカルを恐喝しようとしたが、路地裏に連れ込んだところで逆にたこ殴りにされ返り討ちに合う。
最終的に部下とともに海空をスタンガンで奇襲、焼酎浣腸で弱らせ結束バンドとダクトテープで拘束した上で御殿場の廃ゴルフ場の建物に拉致し池崎に差し出した。しかし、海空は注入された焼酎を大便ごと池崎の顔面に排泄して覚醒、拘束を力ずくで引きちぎってしまう。恐怖に駆られた立尾は逃げだすが、海空を偶然盗聴していた初見陽芽の通報によってやって来た警官隊に捕まってしまった。
溝渕真（みぞぶち まこと）
海空が越した中野坂上のマンションの隣の一軒家に住む少年。中学3年生。
36話にて、刃先に布を巻いた枝切り鋏を部屋の窓から伸ばし、隣のベランダに干してある海空の下着を盗んではオナニーのおかずにしていた。しかし、度重なる下着の消失を怪しんだ海空に犯行現場を押さえられてしまい、二度と下着泥棒をしないと約束することを条件に許してもらった。その際に約束の証として、海空の今まで出演した全年齢向けのDVD一式とその時に履いていたパンツを貰い受けた。
その後92話で再登場、父の仕事の都合で引っ越すことになる際、最後の思い出として海空に趣味の油絵のモデルを依頼、ハイヌウェレ型神話をモチーフにした作品を描くなどという口八丁で丸め込んで目の前でヌードにさせることに成功した。
36話によると、55年後には彼は 最高裁判所長官を務めているらしい。が、92話では画家としてモデルからセクハラで訴えられるようになっていることが語られるなど、彼が結局将来何者になるのかは定まっていない模様。
南風原楯史（はえばる じゅんじ）
【琉球空手】
沖縄の空手家。南風原海空の父。故人。
空手道場を開いていて、娘の海空に幼いころより厳しい稽古を積ませた。沖縄県警の刑事・與那覇シゲルやその娘・盧山ユカも彼の門弟であった。
海空が16歳の時に島の城跡で稽古中に足を滑らせ転落、一週間後に妻と海空と3人の息子たちを遺して死去した。これによって南風原家が経済的に苦しくなったことも、海空にAV出演を決意させる原因の一つとなった。
稽古中の転落については本人も事故であったと言い遺し、県警の調査でも事件性は見当たらないと結論付けられている。しかし、シゲルのように今でも何者かに突き落とされた可能性を探っている者もいる。またジェレミィ・フリードマンとも何らかの因縁があったらしく、ライラ・メンデスが今宮エビスとのタイトルマッチ後に海空を挑発した事件もその因縁と関係があったことが示唆されている。
ホセ・パウリスタ・リベイラ
【ブラジリアン柔術】
ブラジルの柔術家。マリア・ルイーザ・リベイラの父。
1990年代初頭に米国でノールールの異種格闘技トーナメントを主催し自らも出場、圧倒的な実力で優勝しブラジリアン柔術の強さを世界に知らしめた。目の前の相手のジャブすら喰らわないそのディフェンス技術から「幽霊（ファントム）」と称され、900戦無敗の戦績を残した。
現在ではリオデジャネイロにてリベイラ柔術アカデミー道場を開いているが、その実力は衰えておらず、戦乙女闘宴ファイナルステージの直前になるまでマリアですら一本も取れなかったほどである。
戦乙女闘宴では予選ラウンドから一貫してマリアのセコンドを務めた。
作者の過去作品『CYNTHIA THE MISSION』にも登場している。
シベール・ロウ（Cybele Luo）
中国の女性拳法家。殷小敏の師匠。
広州起義烈士陵園でこどもたちに拳法を教えている。
普段は飄々としているが、自分の言いつけを守れない教え子は容赦なく張り飛ばすなど冷酷な本性が見え隠れしており、その殺気は握手に応じたグゼバにすら恐怖を感じさせるほどである。
戦乙女闘宴では予選ラウンドから一貫して小敏のセコンドを務めた。
作者の過去作品『CYNTHIA THE MISSION』にも登場している。
釣島龍子（つりしま りゅうこ）
【柔道】
女柔道家。組み技に特化したスポーツ柔道ではなく、あらゆる局面を想定した格闘術としての柔道を修める。
幼い頃より兄・牛生（うしお）から実戦武術としての柔道を叩きこまれるが、GHQによる武道禁止を受けたことによる柔道のスポーツ化や女子の試合参加を認めなかった柔道総本山の方針により、実力を発揮する場を与えられることなく不満を募らせる。1951年に兄がブラジルに渡航したことを機に同行して日本を離れると、そのまま日本に戻らず世界を渡り歩いて自分が修めた柔道の海外普及に努め、多くの柔道王者を育成した。
80歳の時にキエフを訪れた際、友人の敵を討つべくチンピラの男を半殺しにしていた当時14歳のグゼバと出会い、以後彼女を徹底的に鍛え上げた。
現在は現役を引退し、故郷の熊本に戻っている。戦乙女闘宴では予選から観戦していたが、グゼバの前にはファイナルステージになってから初めて姿を現している。
戦乙女闘宴時点で92歳。当初は電動車椅子に乗っていたが、戦乙女闘宴でのグゼバの活躍を見て一念発起し、一ヶ月後には再び現役に復帰した。気合も技の切れも今なお高水準で保っており、海空から一本取れるほどである。
ジェレミィ・フリードマン
アメリカの大富豪。アメリカ最大手の軍事企業パルテノン社の創業者一族であり、現在の同社のCEO。パルテノン・グループの統括CEOも務めている。保守系シンクタンク・インペリアル研究所の代表でもあり、ホワイトハウスの政策決定にも大きな影響力を持つと言われている。
戦乙女闘宴は事実上のメインスポンサーとして全面的にバックアップしている。大会ディレクターの鳴海修羅之介の話によると、その際の交換条件として南風原海空の参戦を要求したらしい。
ファイナルステージに進出したジークルーネ以外の7人に対しては、大会前に鳴海が提示していた優勝賞金1000万円に加え、何でも一つ願いをかなえるという優勝賞品を追加で提示した。
海空の父・楯史と何らかの因縁があったようで、ライラ・メンデスにリング上で海空を挑発させたのも彼の指示によるものであった模様。また、喉元には大きな傷痕がある。
東洋のマーシャルアーツを多数習得しており、その実力は握手に応じた海空を崩して転がせるほど。
作者の過去作品『CYNTHIA THE MISSION』にも登場している。
クレア・ナッシュ（Claire Nash）
戦乙女闘宴の協賛企業であるロボティクス企業パルテノン・ダイナミクスの黒人女性CEO。
同社で開発した人型ロボット・ジークルーネを引き連れ戦乙女闘宴のHブロック予選に乱入した。
大会ではジークルーネのセコンドとしてリングサイドに付いている。2回戦でチェ・ユニがTシャツを利用した奇襲を仕掛けた際には動揺を隠せずにいたが、特に不服として抗議することなく見守ることを決断、ジークルーネが逆転勝利を収めると安堵の表情を見せた。
草津で親睦旅行中のファイナルステージ進出者たちのもとにはオスプレイで駆けつけ、何でも一つ優勝者の願いをかなえるというジェレミィ・フリードマンのメッセージを届けた。
マオマオ戦ではジークルーネに対し「わたしの子」と呼びかけるほど感情を昂らせながら応援、最後は敗北を認めつつジークルーネのさらなる強化を誓った。
作者の過去作品『CYNTHIA THE MISSION』にも登場している。
フランソワ・ンガジ
【MMA】
WFCという団体で世界ヘビー級王者に君臨している、「ギニアの猛獣」という異名を取る赤道ギニア出身の男子総合格闘家。
ボクシングと柔術をバックボーンとしたファイトスタイルで、20戦中KO勝ち15回一本勝ち5回と連勝を重ねている。
戦乙女闘宴の賞品としてアレフティナ・グゼバが男女統一無差別級王者エキシビションマッチを望んだため、その相手としてジェレミィ・フリードマンにより白羽の矢が立てられた。当初は女性を殴ることに難色を示していたが、フリードマンの提示したファイトマネーを受けてオファーに応じた。
ラスベガスにおいて開催されたマッチでは、試合前に好みの体形であったグゼバを口説いたところ、一分以内に勝てたらベッドで相手をしても良い、という約束を取り付ける。しかし試合開始直後、不用意に右フックを繰り出したところを懐に入り込まれ、カウンターの大外刈で後頭部を強打、KO負けを喫した。
エキシビションマッチ時点で身長195センチメートル、体重120キログラム。年齢は28歳。

### 猫の手高校
杉並区桃井にある都立高校。原アキラの教育実習先。

#### 乳神ラヴァーズ
都立猫の手高校に通う、海空を乳神と崇める6人組。
井伊ちよみ（いい ちよみ）
通称・委員長。6人のリーダー格。学級委員や生徒会長をやっているわけではないがその通称で呼ばれている。学校の成績は優秀。
通勤のため青梅街道を走る海空を嵐崎とともに待ち構えてサインを求め、特別に胸を揉ませてもらった。
戦乙女闘宴ではSRS席で嵐崎とともにファイナルステージを観戦している。
星名風子（ほしな ふうこ）
通称・ボブ子。その名のとおりボブカット。能天気な性格のムードメーカー。
乳神さまの噂を委員長に教えたのも彼女である。乳神さまに祈りを捧げ続けたご利益か、胸のサイズはCカップに成長したらしい。
戦乙女闘宴では街中で偶然出会った海空にもらった招待席で、赤井・韮沢・木島とともにファイナルステージを観戦している。
嵐崎鹿夫（らんざき しかお）
今時珍しいリーゼント姿のファッションヤンキー。
委員長とは小学校時代からの知り合い。通勤のため青梅街道を走る海空を委員長とともに待ち構えた時には海空にカップルと誤解された。
布教用DVDの購入やイベントの参加など6人の中では最も海空に入れ込んでいる。が、入れ込み過ぎたあまりの失敗も多い。
戦乙女闘宴では貯金をはたいて25000円のSRS席を2枚購入、その内の一枚を委員長にプレゼントした。ファイナルステージ当日は委員長と二人で観戦している。
赤井暁（あかい あかつき）
気のいいイケメン。乳神ラヴァーズの男子陣4人の中では最も整った顔立ちをしている。
嵐崎が乳神さま関連でやらかした失敗を女性陣に説明することが多い。
戦乙女闘宴では海空と嶺音に譲られた招待券で乳神ラヴァーズ全員分のチケットが偶然そろったため、星名・韮沢・木島とともにファイナルステージを観戦している。
韮沢宇宙（にらさわ たかひろ）
通称・NASA。黒目が大きくグレイのような顔つきをしている。6人組の中ではマスコット的存在。割とむっつり。
嵐崎が乳神さま関連でやらかすとしばしば同情して涙ぐんでいる。
戦乙女闘宴では海空と嶺音に譲られた招待券で乳神ラヴァーズ全員分のチケットが偶然そろったため、星名・赤井・木島とともにファイナルステージを観戦している。
木島達也（きじま たつや）
6人の中では良くも悪くも特徴がない、普通の男子生徒。
戦乙女闘宴では海空と嶺音に譲られた招待券で乳神ラヴァーズ全員分のチケットが偶然そろったため、星名・赤井・韮沢とともにファイナルステージを観戦している。

#### その他生徒・卒業生
桑折嶺音
その他の芸能人の項を参照。
白河愛武（しらかわ マナブ）
猫の手高校のOB。
高校時代は都内最強と称される愚連隊・杉並鬼滅羅（すぎなみキメラ）を束ねており、様々な武勇伝を持つ。卒業後の19歳現在は六本木でドラッグを扱う半グレとして荒稼ぎしている。
だが、実はマゾヒストであり、桑折嶺音のサディスティックな雰囲気に子役時代から熱中し続けている。

### 外伝登場人物
馬星飛雄（うまほし トビオ）
福井出身のデザイナー。
25歳の時、ブラックな職場環境に耐え兼ね、青木ヶ原樹海で首を吊ろうとしていたが、偶然AVの撮影に来ていた豪島組一行に出会い、最後の思い出としてセーラに童貞を捨てさせてもらった。
この体験のおかげで自殺を思いとどまり、以後、豪島組でAVのパッケージデザインを担当するようになった。
アレクサンドロ・ベラスケス
【カポエイラ】
ブラジル人AV男優。サンパウロ大学では素粒子物理学を専攻。通称・アレックス。
規格外の巨根の持ち主であり、AV『世界一の巨根VS145センチ黒髪美少女耐久SEX10時間』では共演した豪島セーラを失神にまで追い込んだ。半年後、撮影途中にリタイアしてしまったことを恥じて肉体改造に取り組んだセーラに、プロのケジメとして初めて完全挿入を体験させてもらった。
また、この共演が縁で、セーラにカポエイラを教えることとなり、セーラのカポエイラの師匠兼セックスフレンドとして時折来日している。
セーラの自叙伝『リトル・プリンセス』にブックストア大賞を受賞させるための接待ではAV軍団の一員として関係者への乱交枕営業に参加している。
ペニスのサイズはセーラとの初共演時は35センチメートルだったがその後も成長を続け、戦乙女闘宴のころには40センチメートルにまで達している。
総合格闘家としても活躍しており、同じく総合格闘家のエマヌエラ・ベラスケスは妹にあたる。
高森琴莉（たかもり ことり）
元アイドルのAV女優。
12歳でベイベックスのオーディションに合格し、ダンスヴォーカルユニットCOZ-MIX（コズミックス）のリーダーとして活動したが、生来の甘いもの好きが祟り体重が急激に増加、踊れないほどの体重になってしまい18歳で引退した。
その後もストレスによる過食で体重増加は加速、20歳の時には「ジャバ・ザ・ハット」並みの巨体になってしまった。食い扶持を確保するためAV出演を決意し、デビュー作ではその体重を活かして責め役の豪島セーラを一時は圧倒して見せた。
セーラの自叙伝『リトル・プリンセス』にブックストア大賞を受賞させるための接待ではAV軍団の一員として関係者への乱交枕営業に参加している。
体重は、アイドル引退時に80キロ、セーラとの共演時に160キロ。性的指向はバイセクシャル。
ジャン・クロード・ベッソン
プロダイバー。水中カメラマン。素潜りの4種目において世界記録を持つ。
AV『究極ガチ獣姦』シリーズの第5弾イルカ編の撮影のため豪島セーラに技術指導を依頼された。当初は難色を示していたもののセーラの狂気とも思える性への探求にダイビングと通じるものを見出し協力を決意、ダイビング技術とイルカの生態に関する知識でセーラをサポートしつつ同僚の水中カメラマン2名とともに撮影を行った。
彼の撮影したその映像は、カンヌ映画祭にて国際批評家賞を受賞している。
なお、概要でも触れた通り、彼の登場する話は単行本においては欠番となっており、作者のpixivにて公開という措置が取られている。
春山省吾（はるやま しょうご）
明政大学工学部の学生。小島聡子（豪島セーラ）と同じ研究室に所属する、彼女の1学年下の後輩。
セーラが自らの正体を隠して明政大学にて文化人類学のシンポジウムに出席した際、竿役として指名され200人の観客の前でセーラと性行為を行ったが、最後まで彼女の正体には気づかなかった。
その後行われたファン感謝祭にも素人男優の一人として参加している。
津田此恵（つだ このえ）
大学生。弩烙竜の力士時代の師匠である興津浪親方の長女。
16歳の時、当時交際していた謹慎中の弩烙竜に初めて抱かれるが、それを知った父に引き離された上、マスコミにはレイプを受けたと誤って報道されてしまう。
その後は彼を忘れるように努めてきたがどうしても忘れられず、事件から3年が経過した大学入学後に改めて弩烙竜のもとを訪ね交際を再開させた。
弩烙竜がAV男優として働いていることは当初は快く思っていなかったが、かつての力士時代と同じように天職としてその仕事に邁進する彼の姿を見て考えを改めた。

## 書誌情報
- 高遠るい『はぐれアイドル地獄変』日本文芸社〈ニチブンコミックス〉、既刊18巻（2025年8月18日現在）
  1. 2014年11月19日発売[17]、ISBN 978-4-537-13224-3
  2. 2015年10月19日発売[18]、ISBN 978-4-537-13346-2
  3. 2016年9月9日発売[19]、ISBN 978-4-537-13482-7
  4. 2017年1月10日発売[20]、ISBN 978-4-537-13532-9
  5. 2017年6月8日発売[21]、ISBN 978-4-537-13593-0
  6. 2018年1月29日発売[22]、ISBN 978-4-537-13685-2
  7. 2018年8月18日発売[23]、ISBN 978-4-537-13795-8
  8. 2019年2月18日発売[24]、ISBN 978-4-537-13882-5
  9. 2019年7月29日発売[25]、ISBN 978-4-537-13949-5
  10. 2020年3月28日発売[26]、ISBN 978-4-537-14223-5
  11. 2020年9月28日発売[27]、ISBN 978-4-537-14288-4
  12. 2021年3月29日発売[28]、ISBN 978-4-537-14356-0
  13. 2021年9月29日発売[29]、ISBN 978-4-537-14413-0
  14. 2022年3月28日発売[30]、ISBN 978-4-537-14488-8
  15. 2022年8月19日発売[31]、ISBN 978-4-537-14536-6
  16. 2022年11月28日発売[32]、ISBN 978-4-537-14573-1
  17. 2024年11月28日発売[33]、ISBN 978-4-537-14927-2
  18. 2025年8月18日発売[34]、ISBN 978-4-537-17279-9
- 高遠るい『はぐれアイドル地獄変外伝 プリンセス・セーラ』日本文芸社〈ニチブンコミックス〉既刊1巻（2016年2月19日現在）
  1. 2016年2月19日発売[35]、ISBN 978-4-537-13406-3

## 実写映画
2020年9月12日-18日の1週間限定で、池袋シネマ・ロサにて上映された。主演は橋本梨菜。前編と後編の二部構成となっており、前編では原作1-3話に相当する百人組手のエピソードが、後編では23-24話に相当する池崎玄助をめぐるエピソードがそれぞれ描かれた。
劇場で公開されたのは前編後編を合わせて再編集されたバージョンだが、主演の橋本梨菜のデジタル写真集付きエムカードでダウンロード配信されているバージョンは前編と後編に分かれており、劇場公開版ではカットされたシーンも含めた完全版となっている。10月21日以降は各種プラットフォームで、劇場公開版のインターネット配信が行われている。

### キャスト
- 南風原海空 - 橋本梨菜[37][40]
- 牧原緑 - 西山咲子
- 豪島セーラ - 篠田果歩
- 暁星れいあ - 卯水咲流
- 屋敷クリス - 麻木玲那
- 真田ヒカル - 幸将司
- ビクター伊庭 - 内野智
- 矢島ノブオ - 櫻井孝之
- 海空の母 - 松村恭子
- 池崎玄助 - 木庭博光

### スタッフ
- 原作 - 高遠るい[37]
- 監督 - 東海林毅[37]
- 脚本 - 赤間つよし、西貴人
- プロデューサー - 花田聖、大野貴裕
- アソシエイトプロデューサー - 澤仁田照雄
- アクション監督 - 小原剛
- 撮影 - 神田創
- 照明 - 丸山和志
- 録音 - 日高成幸
- 衣装 - 石井玲子
- ヘアメイク - 東村忠明
- 音楽 - 間々田優
- 主題歌 - 間々田優
- 助監督 - 後藤ヨシチカ
- キャスティング - 北田由利子
- 制作担当 - 内山亮
- 製作・制作プロダクション - セディック・ドゥ[37]